# Lijst van gitaristen

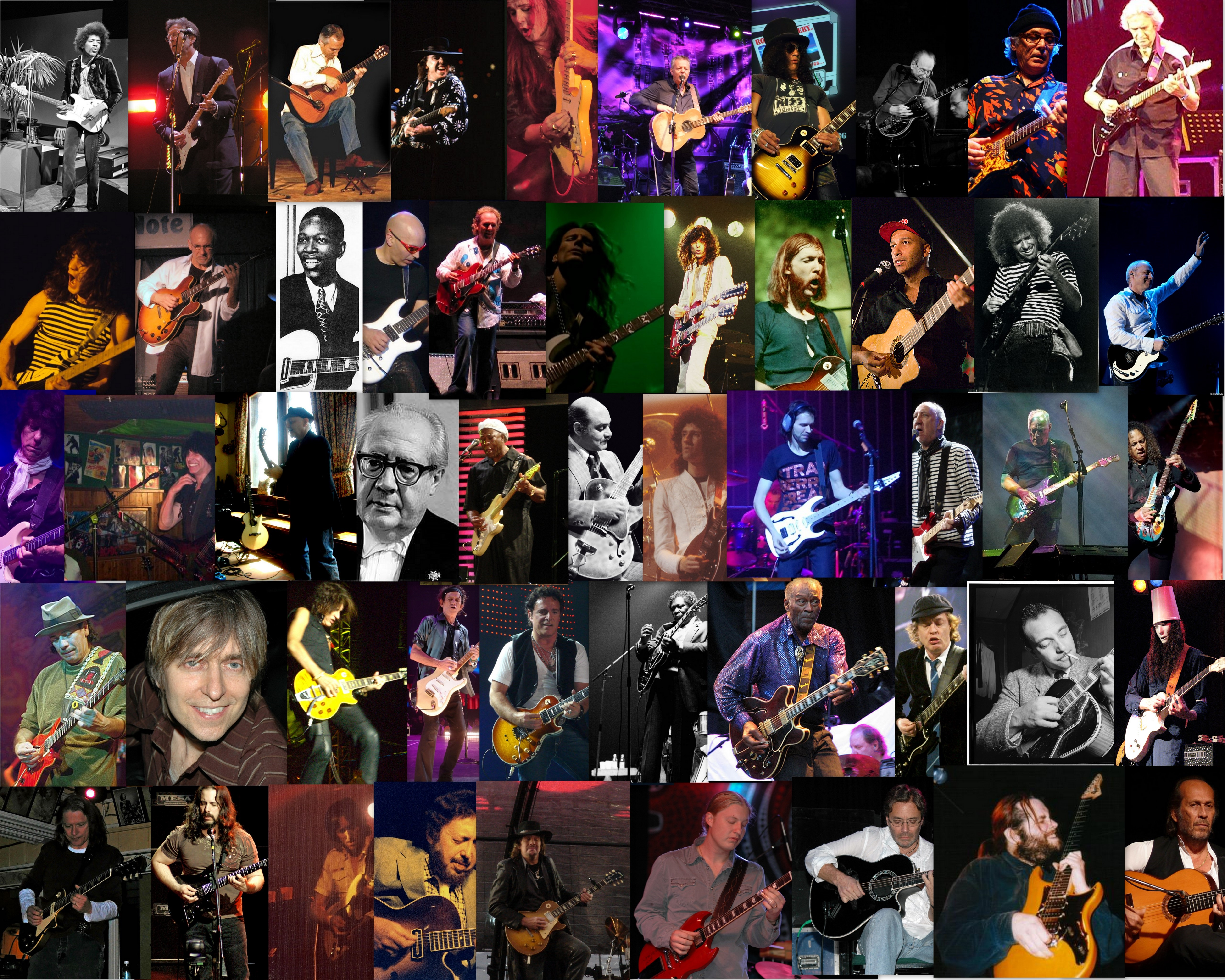
Fotocollage van beroemde gitaristen

Dit is een lijst van gitaristen, geordend naar muziekstijl.
(Zie de link onderaan voor de complete lijst.)

## Bekende gitaristen per genre
| Bewerk | Deze lijst is incompleet. Aanvullingen en/of verbeteringen van onvolkomenheden zijn welkom. Gitaristen worden eenmalig genoemd in het voor hem of haar meest toepasselijke genre. |

### Basgitaar

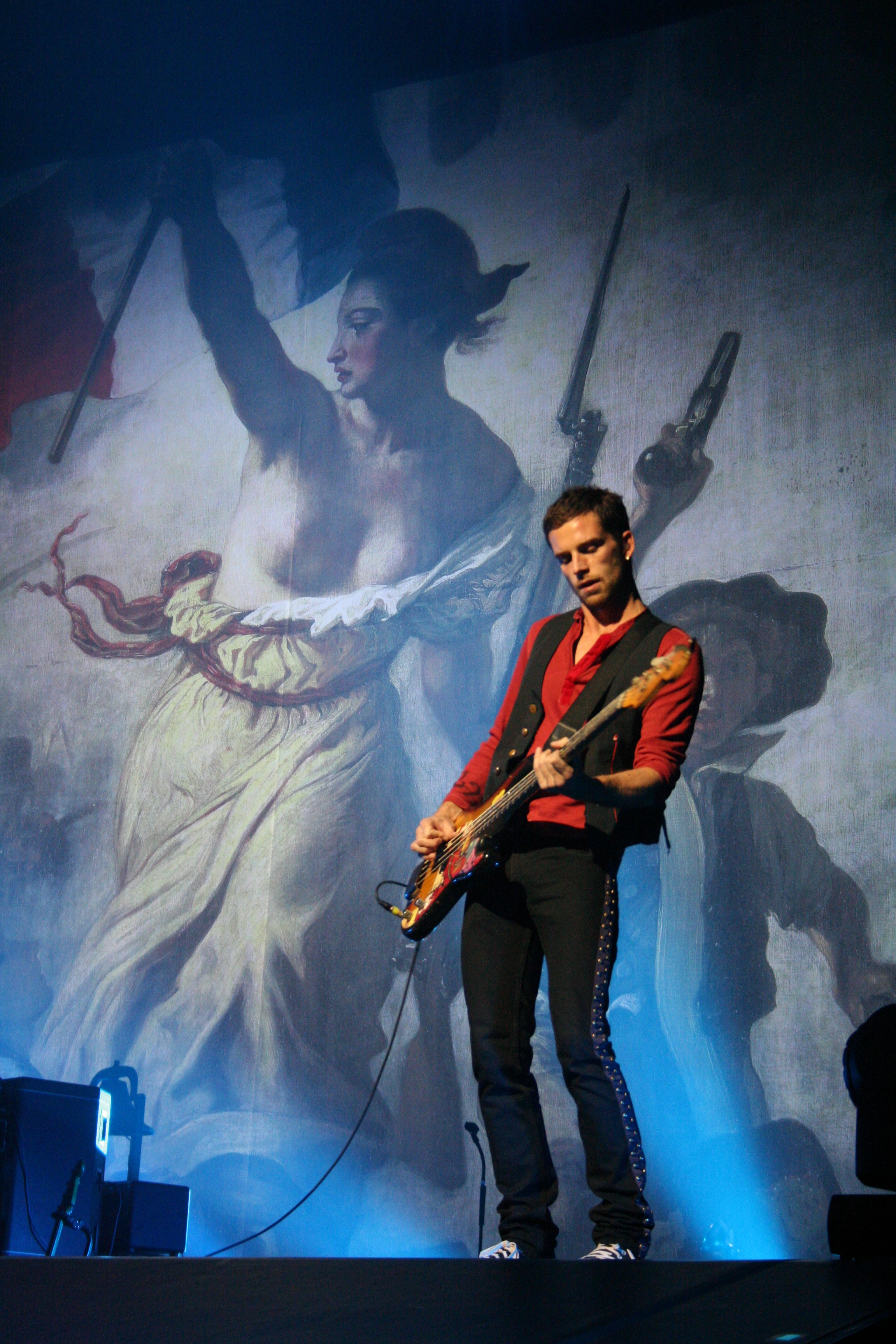
Guy Berryman

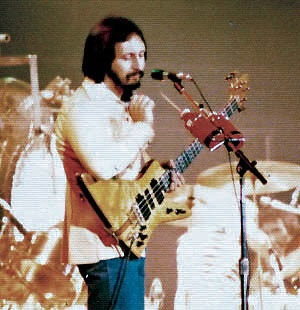
John Entwistle

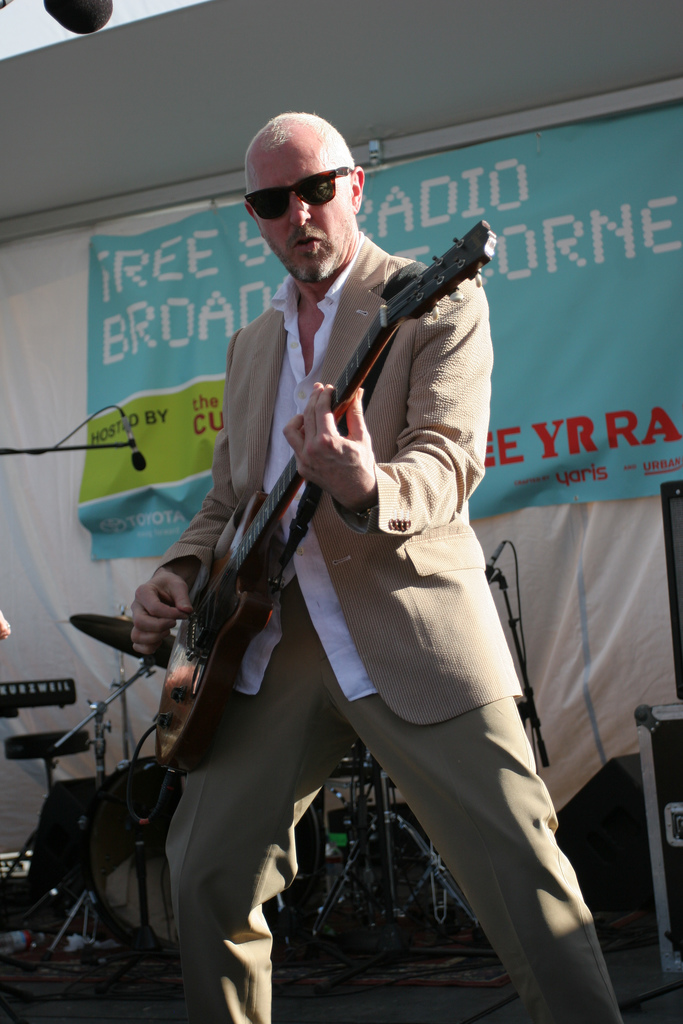
Tony James

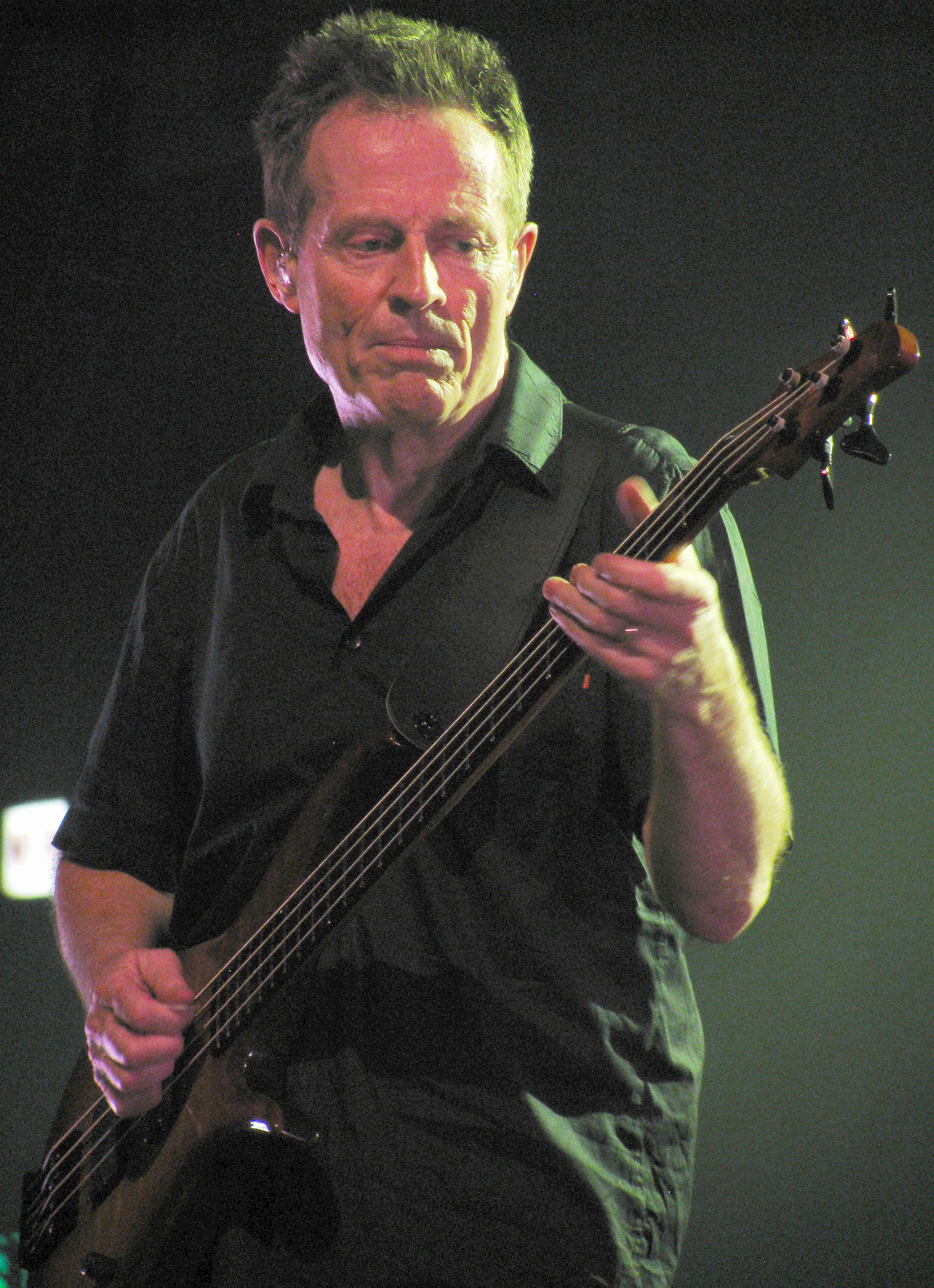
John Paul Jones

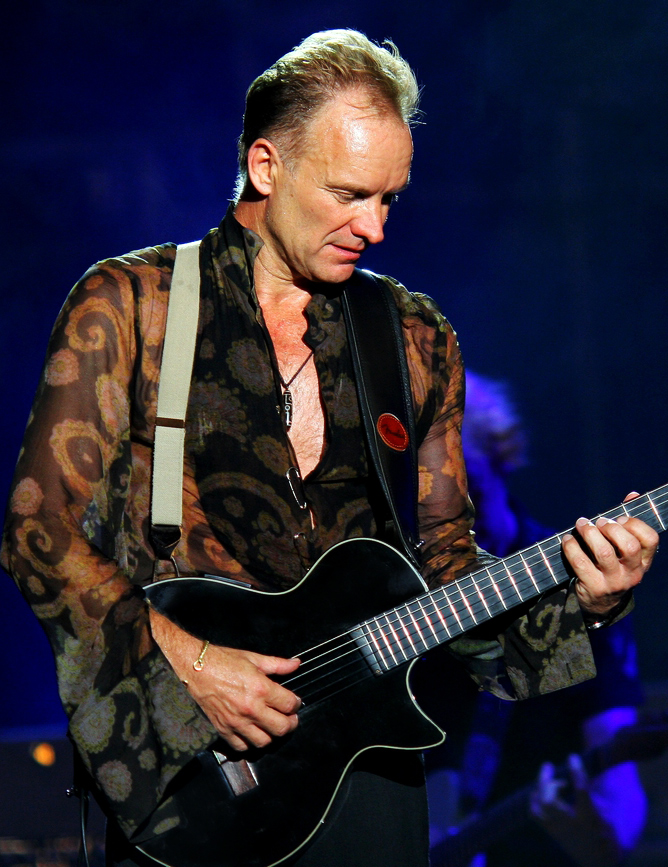
Sting

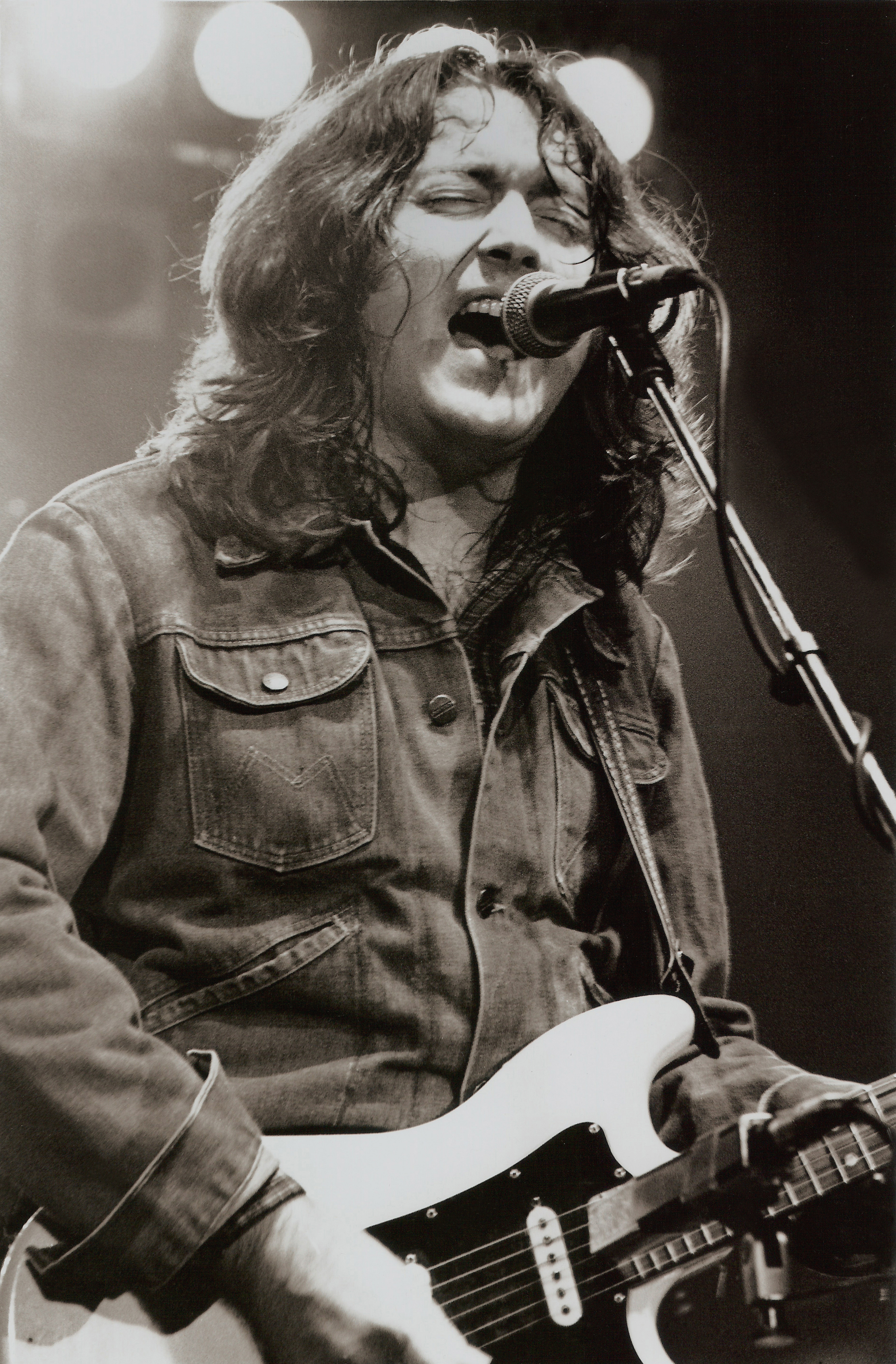
Rory Gallagher

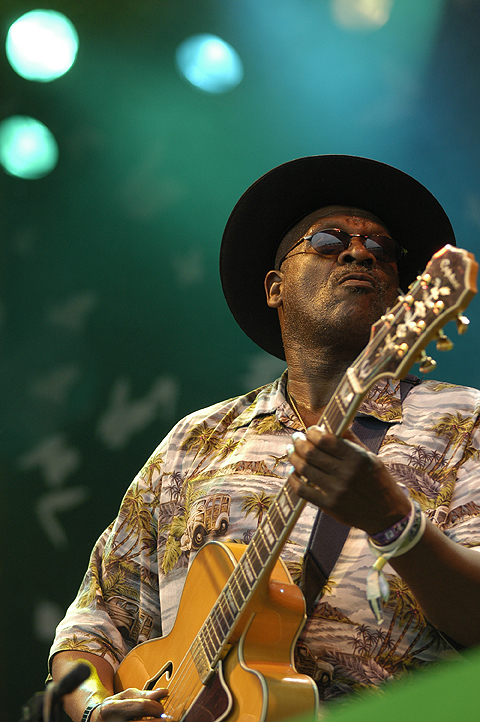
Taj Mahal

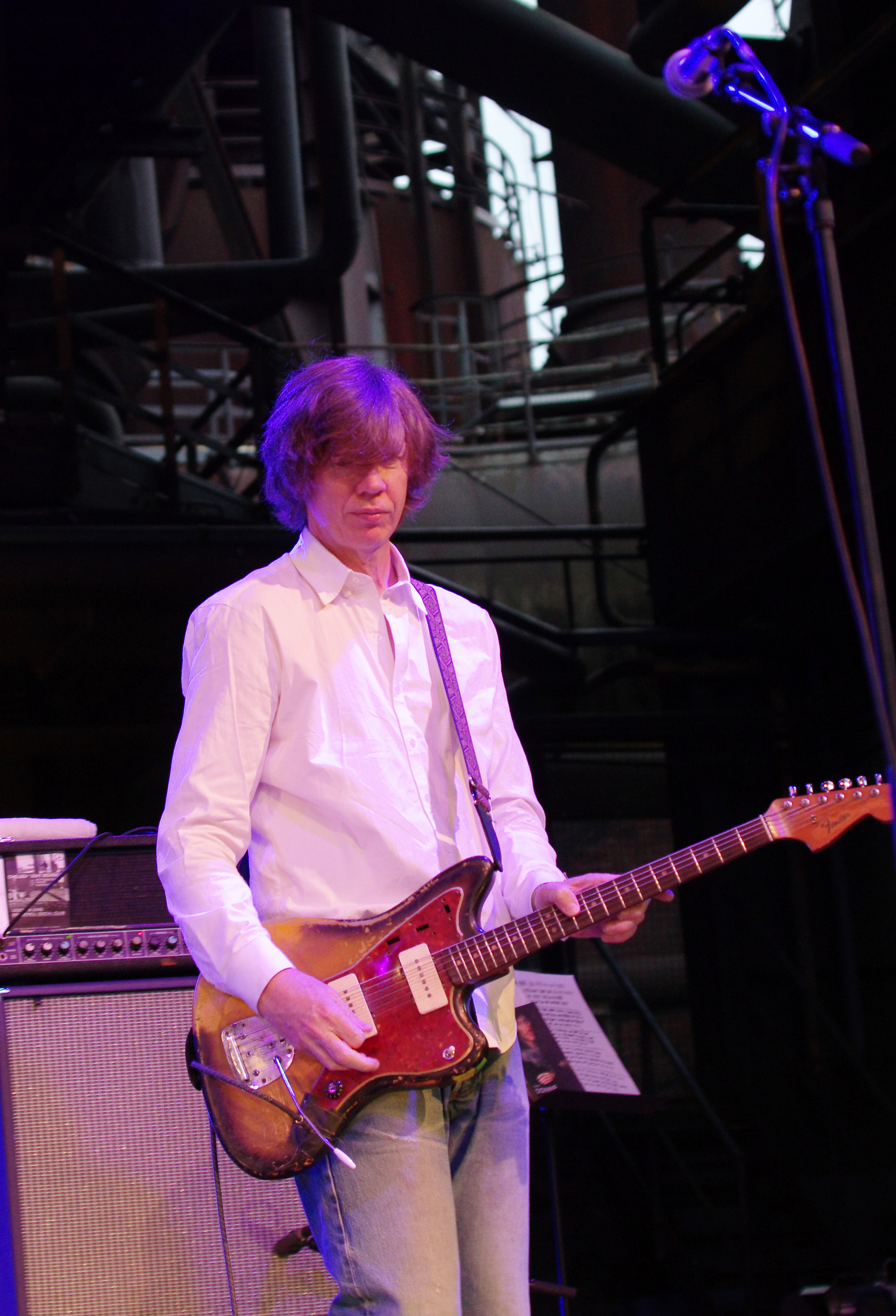
Thurston Moore

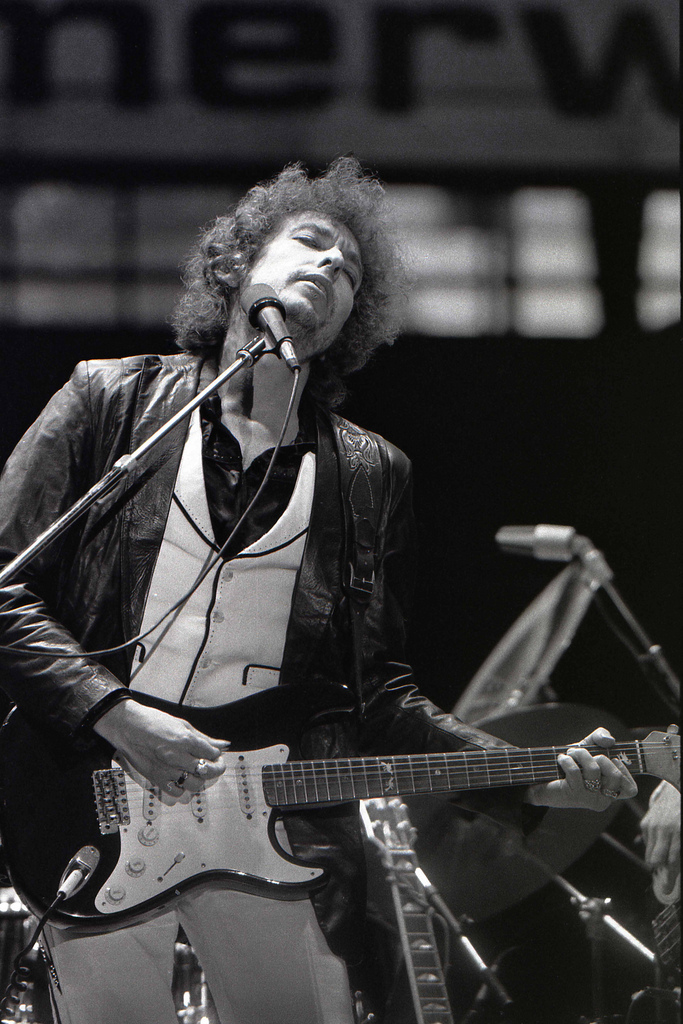
Bob Dylan

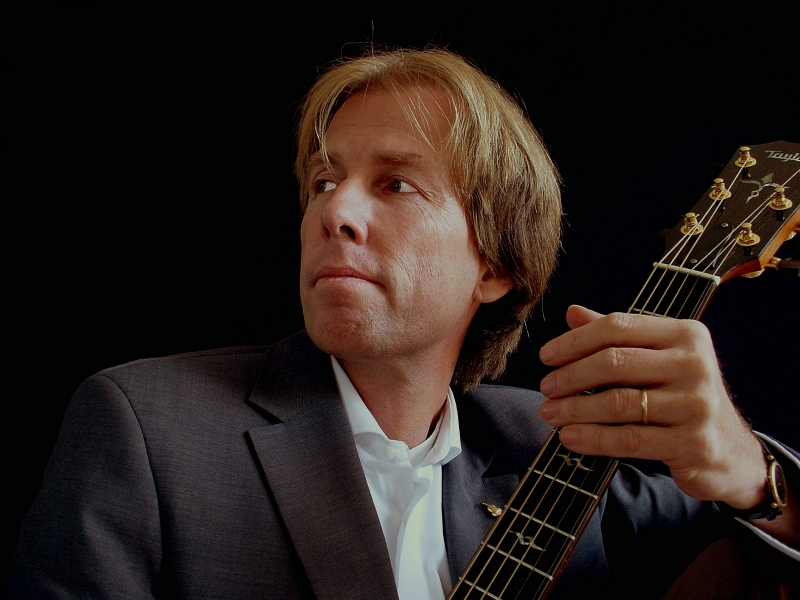
Eltjo Haselhoff

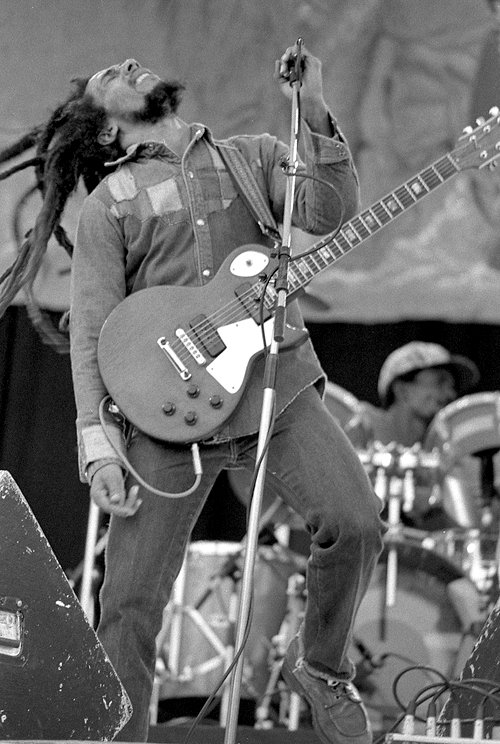
Bob Marley

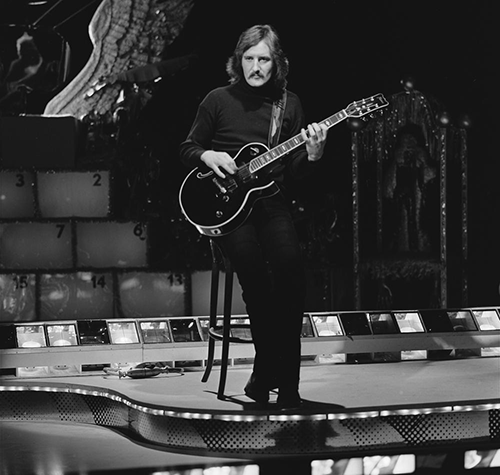
Jan Akkerman

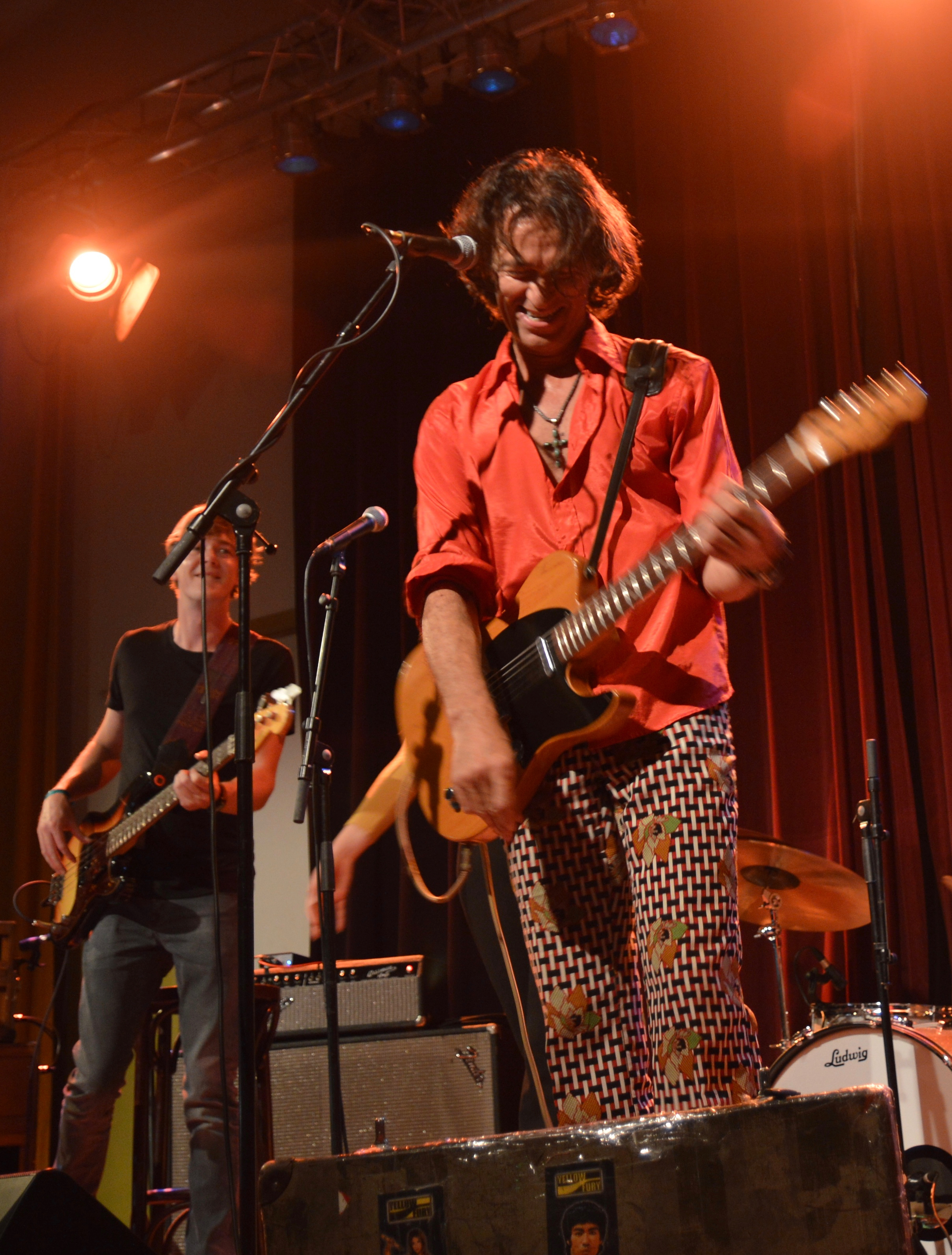
Erwin van Ligten

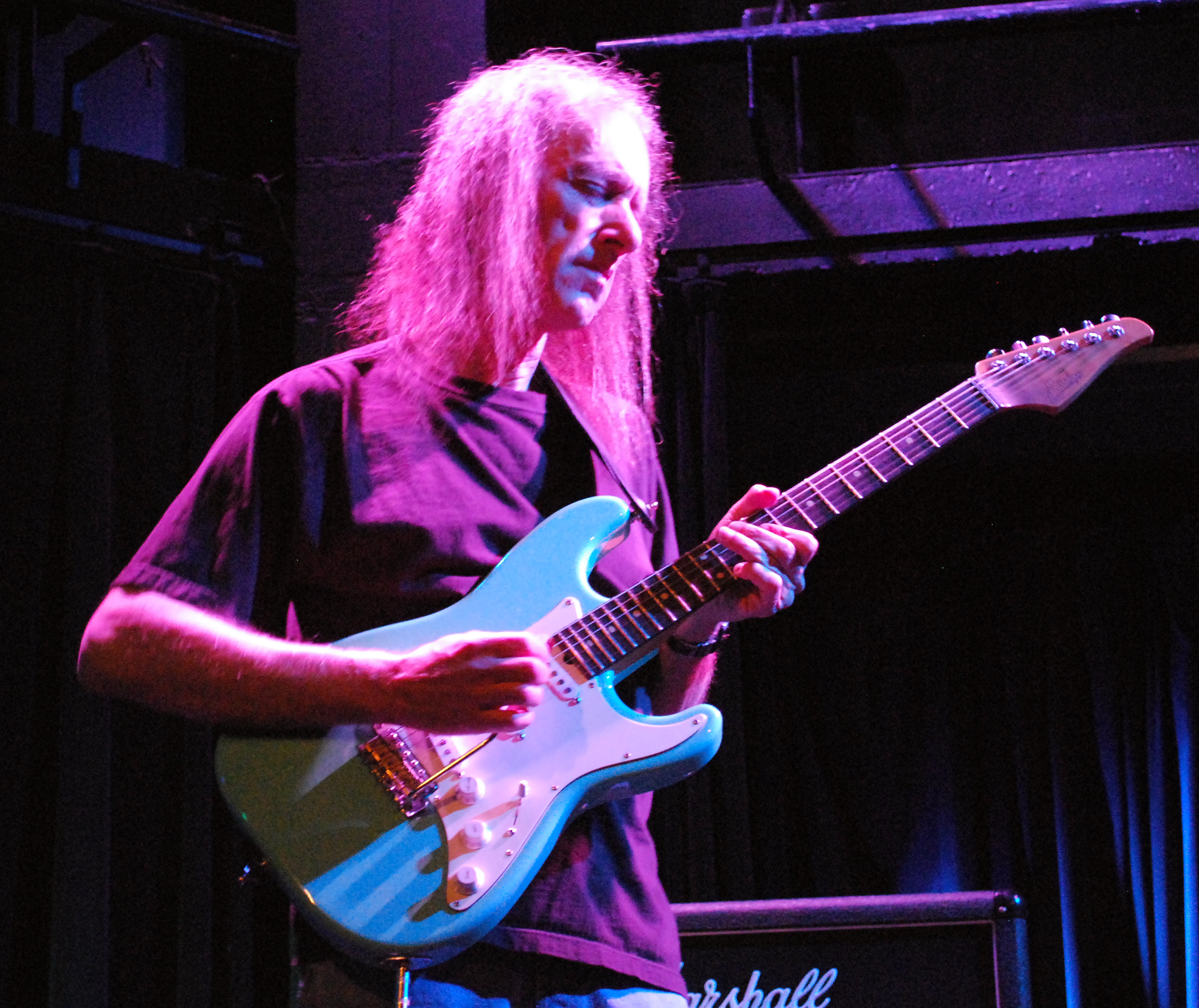
Scott Henderson

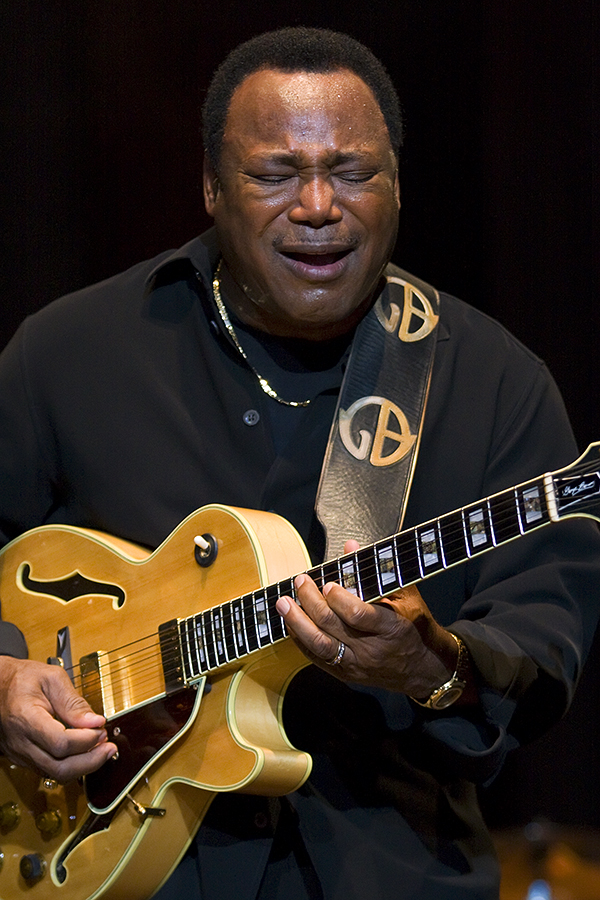
George Benson

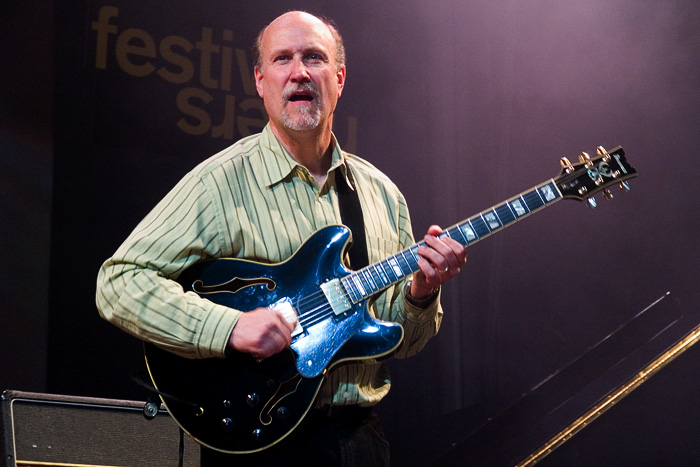
John Scofield

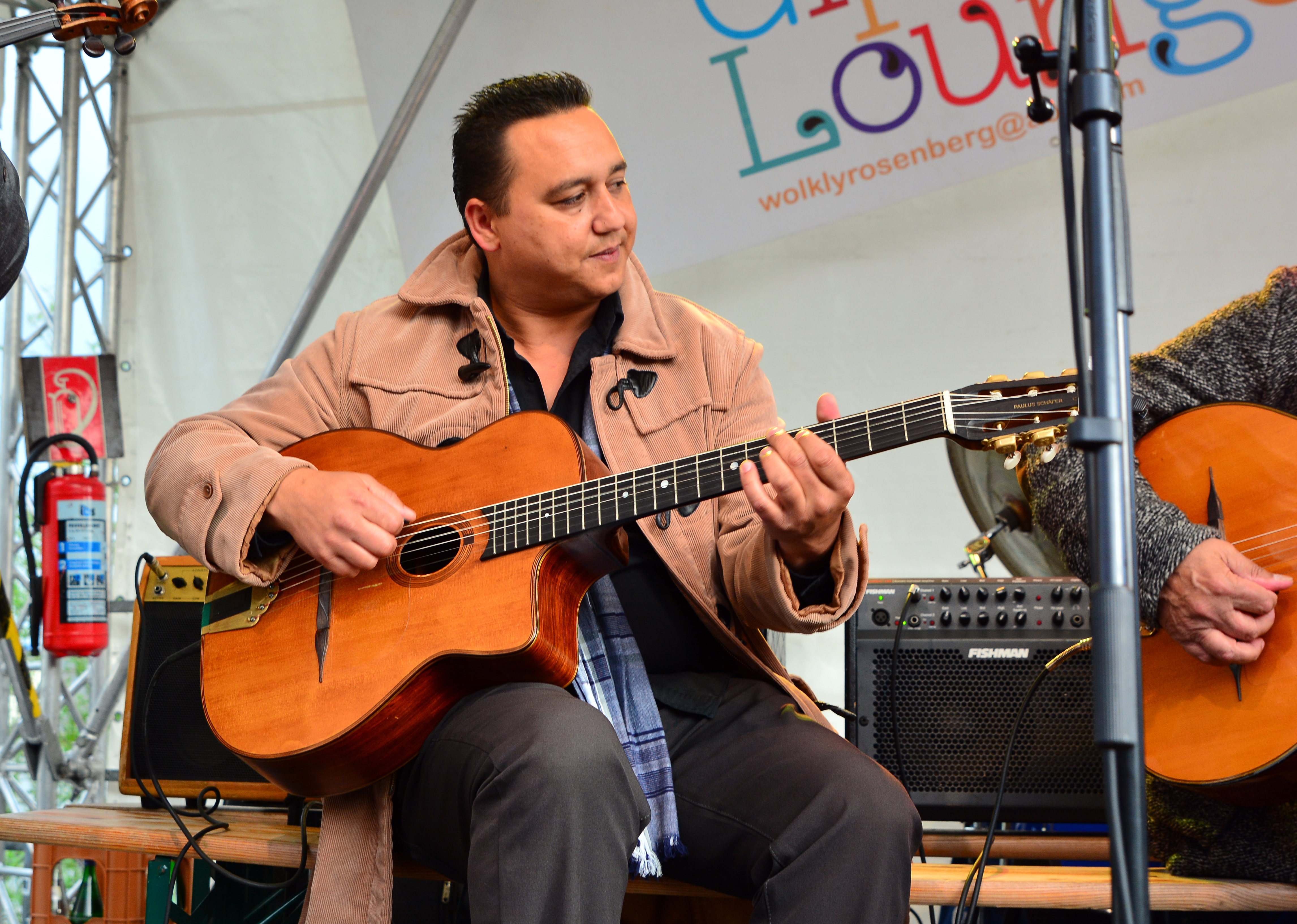
Paulus Schäfer

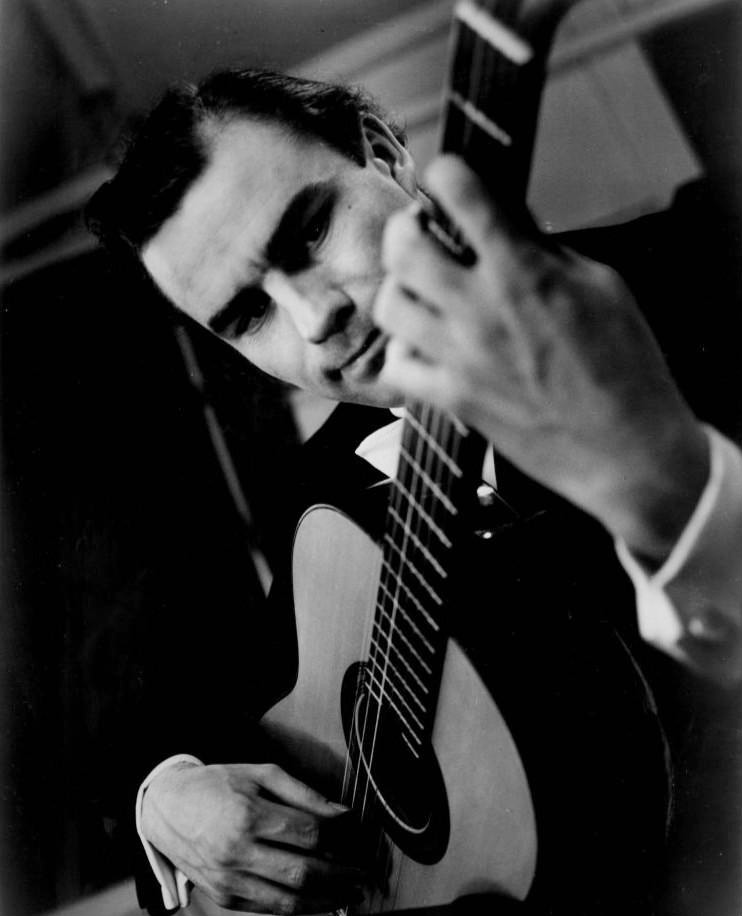
Julian Bream

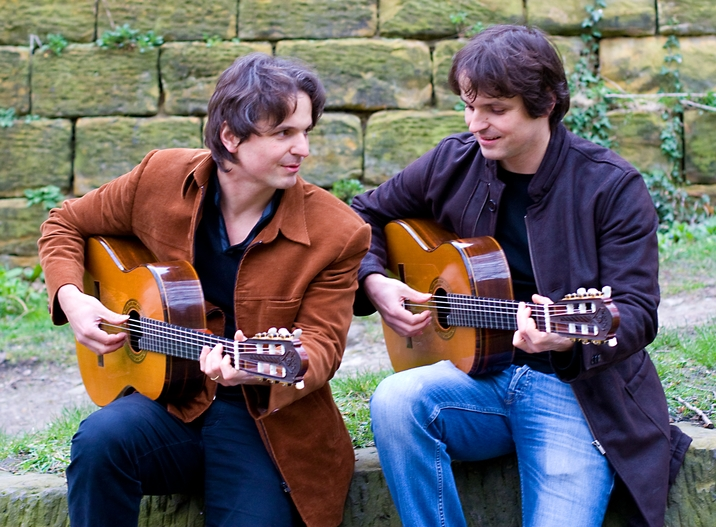
Katona Twins

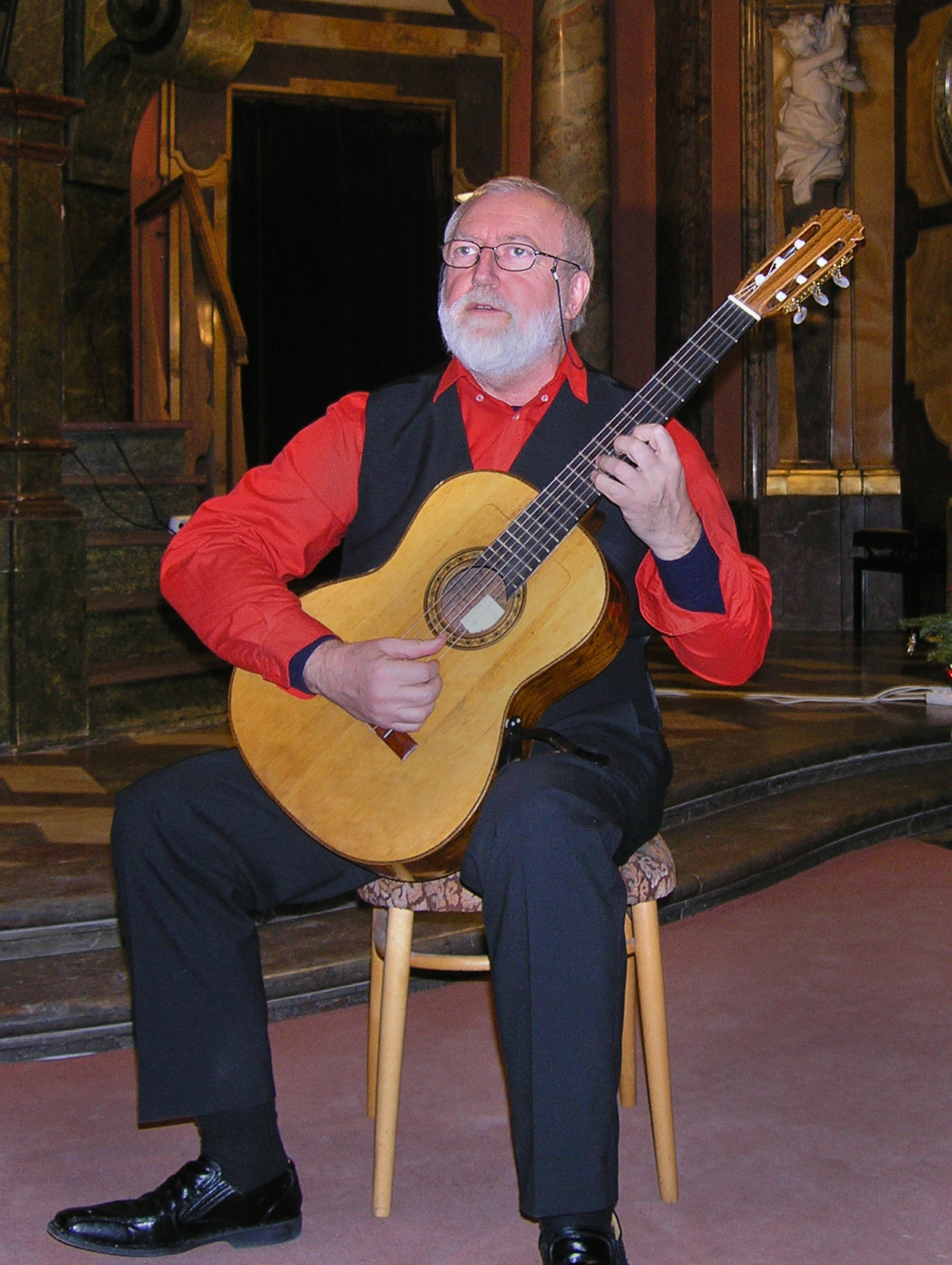
Štěpán Rak

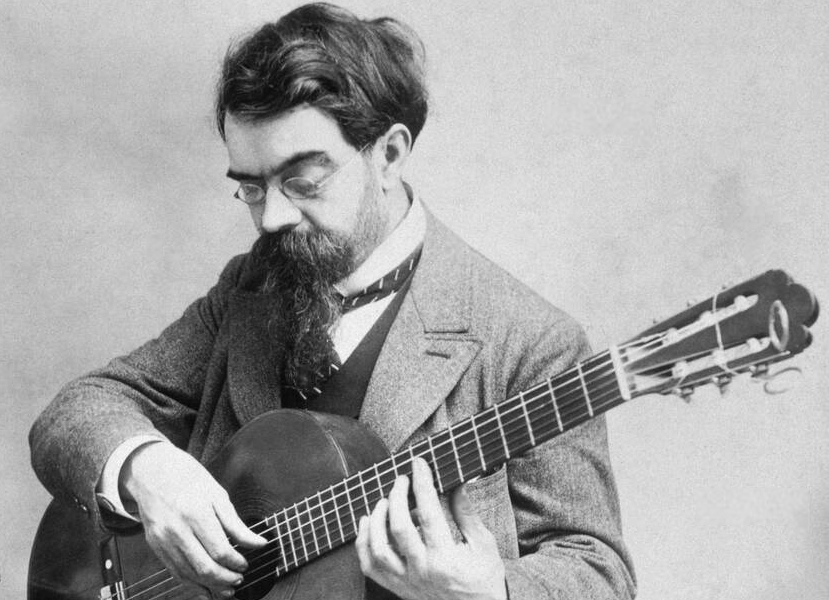
Francisco Tárrega

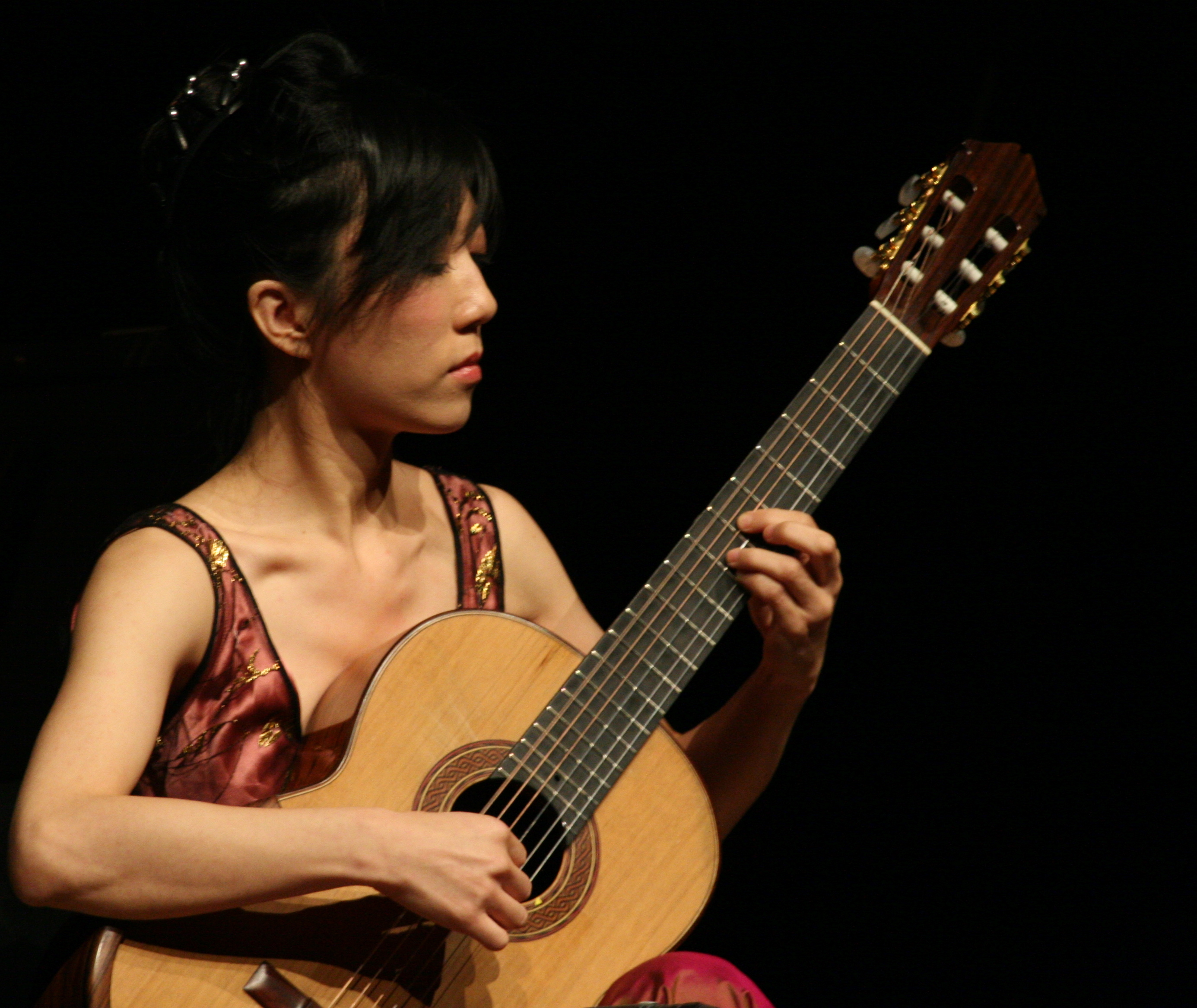
Xuefei Yang

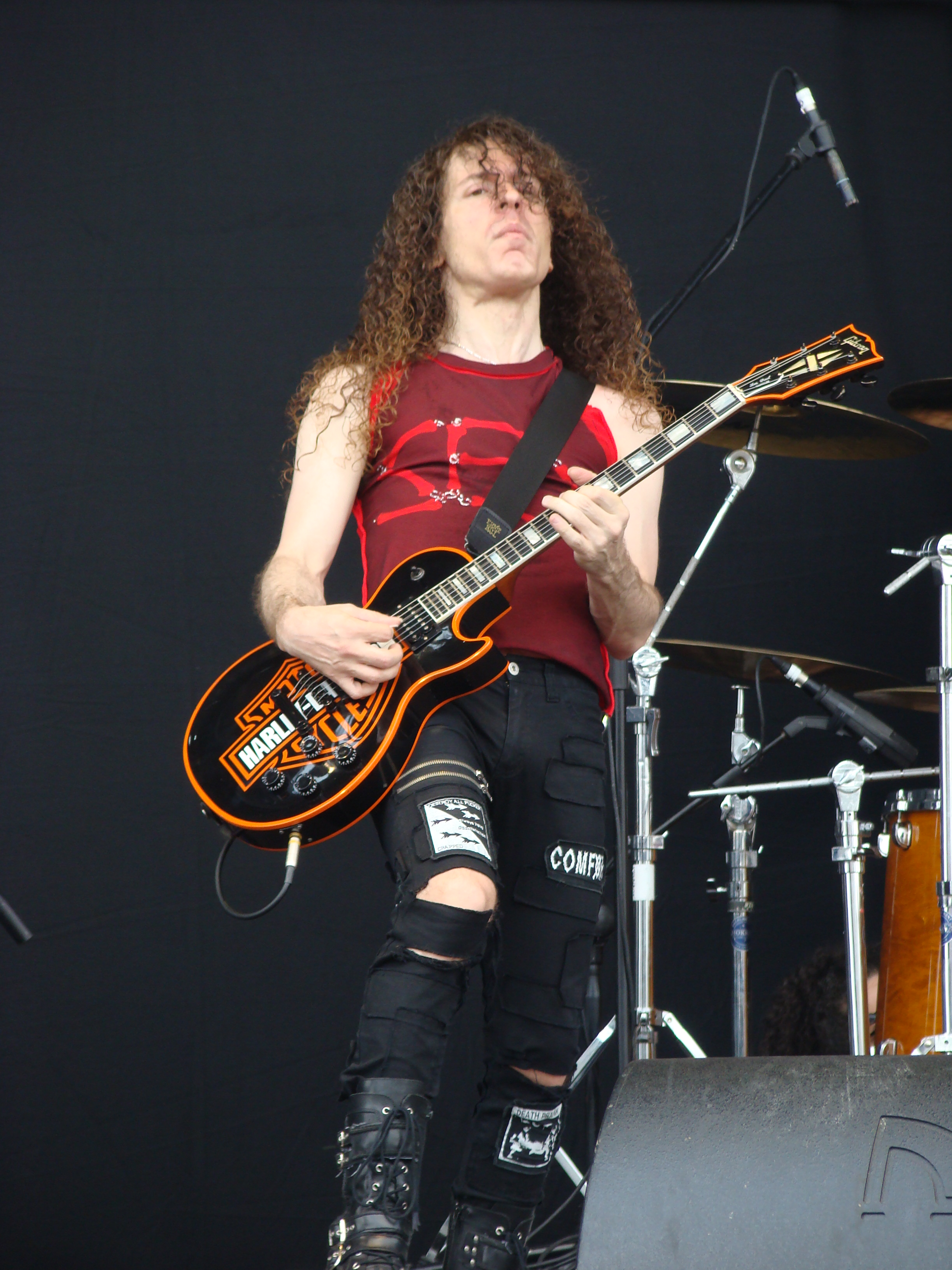
Marty Friedman

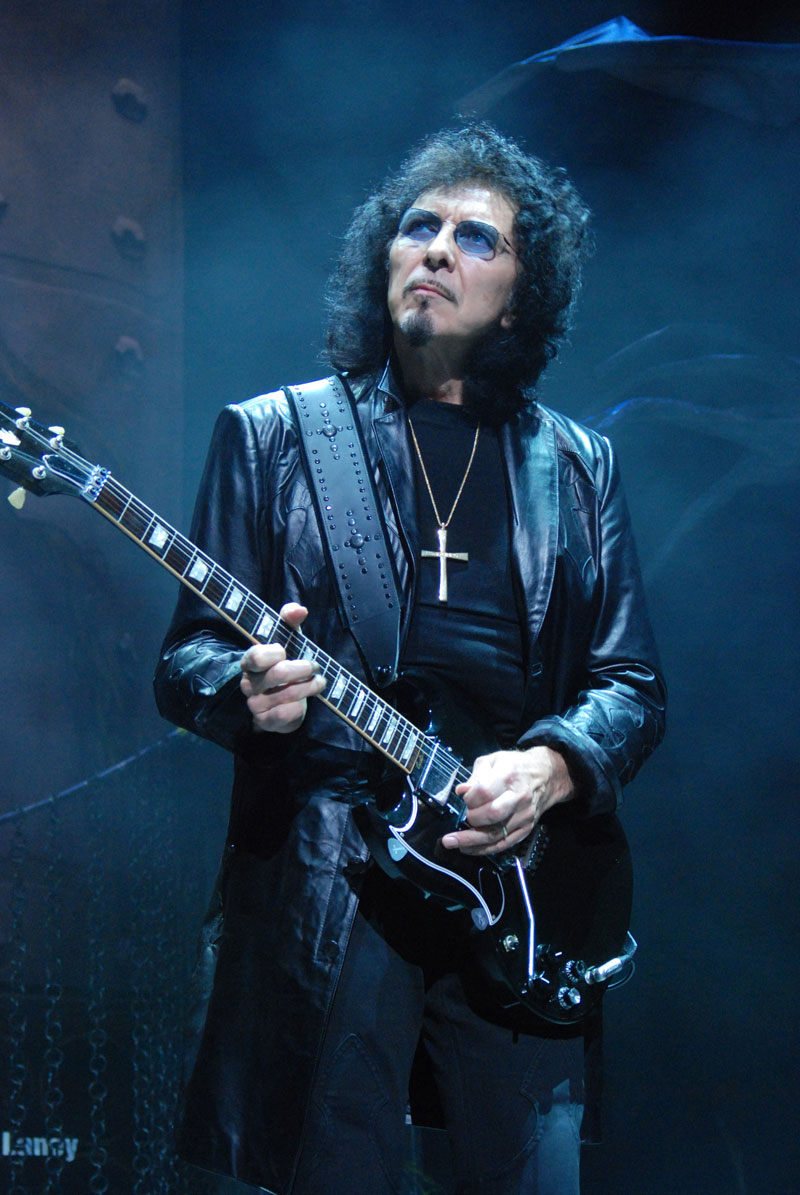
Tony Iommi

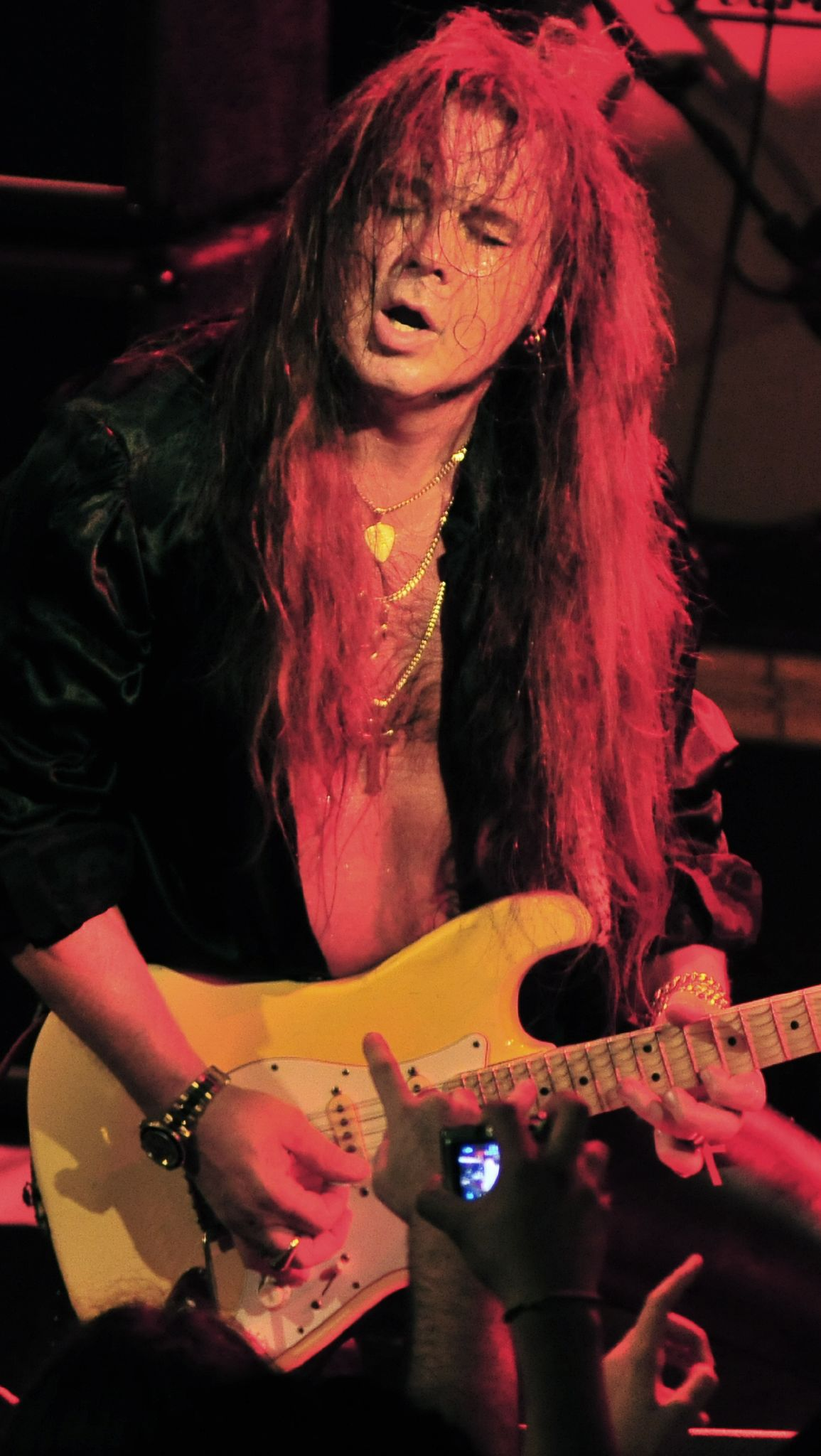
Yngwie Malmsteen

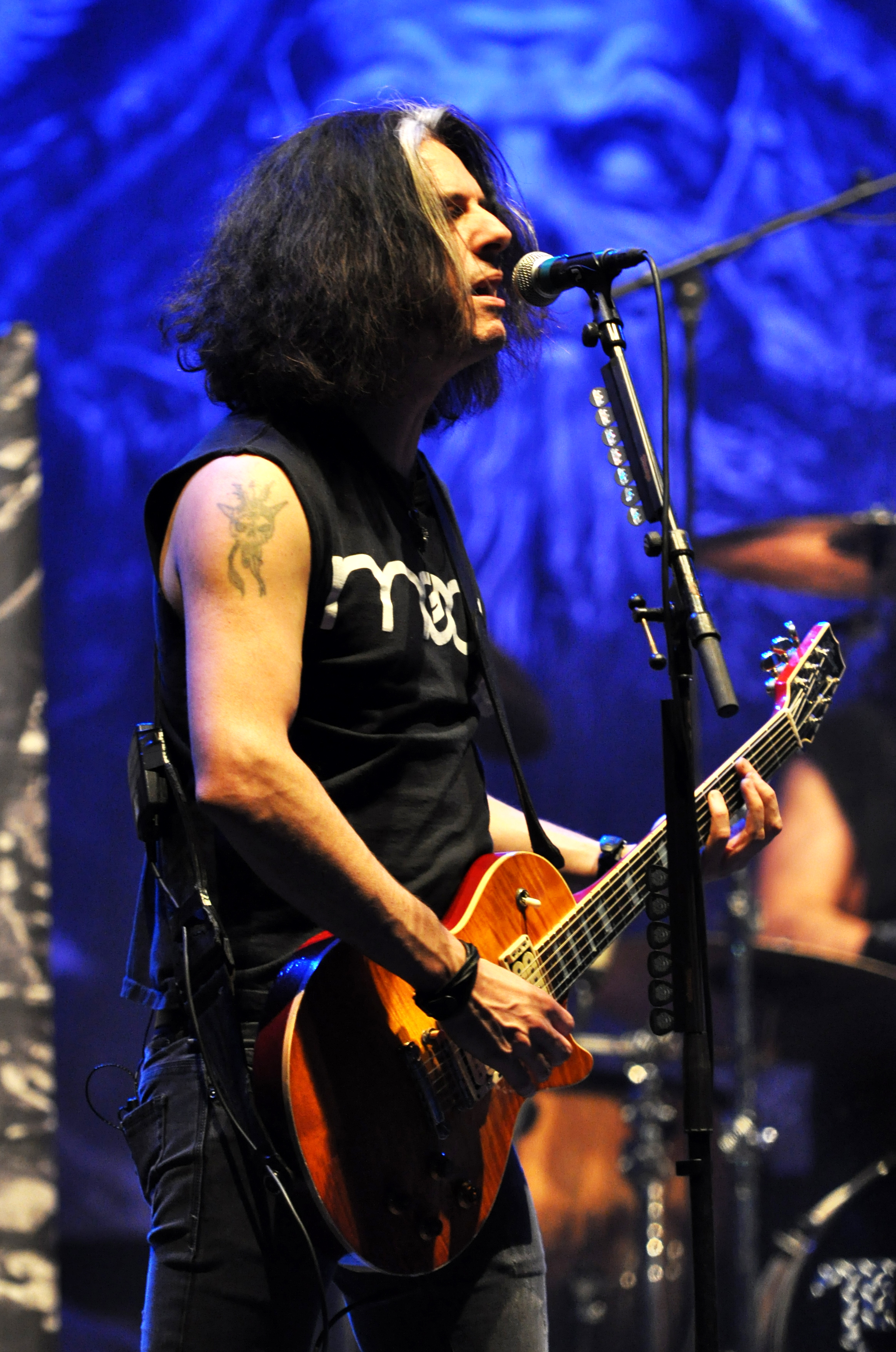
Alex Skolnick

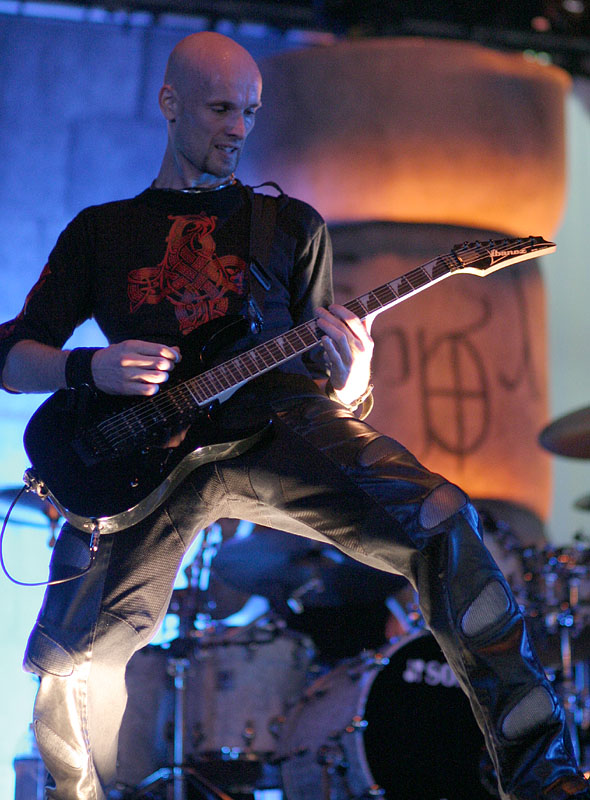
Robert Westerholt

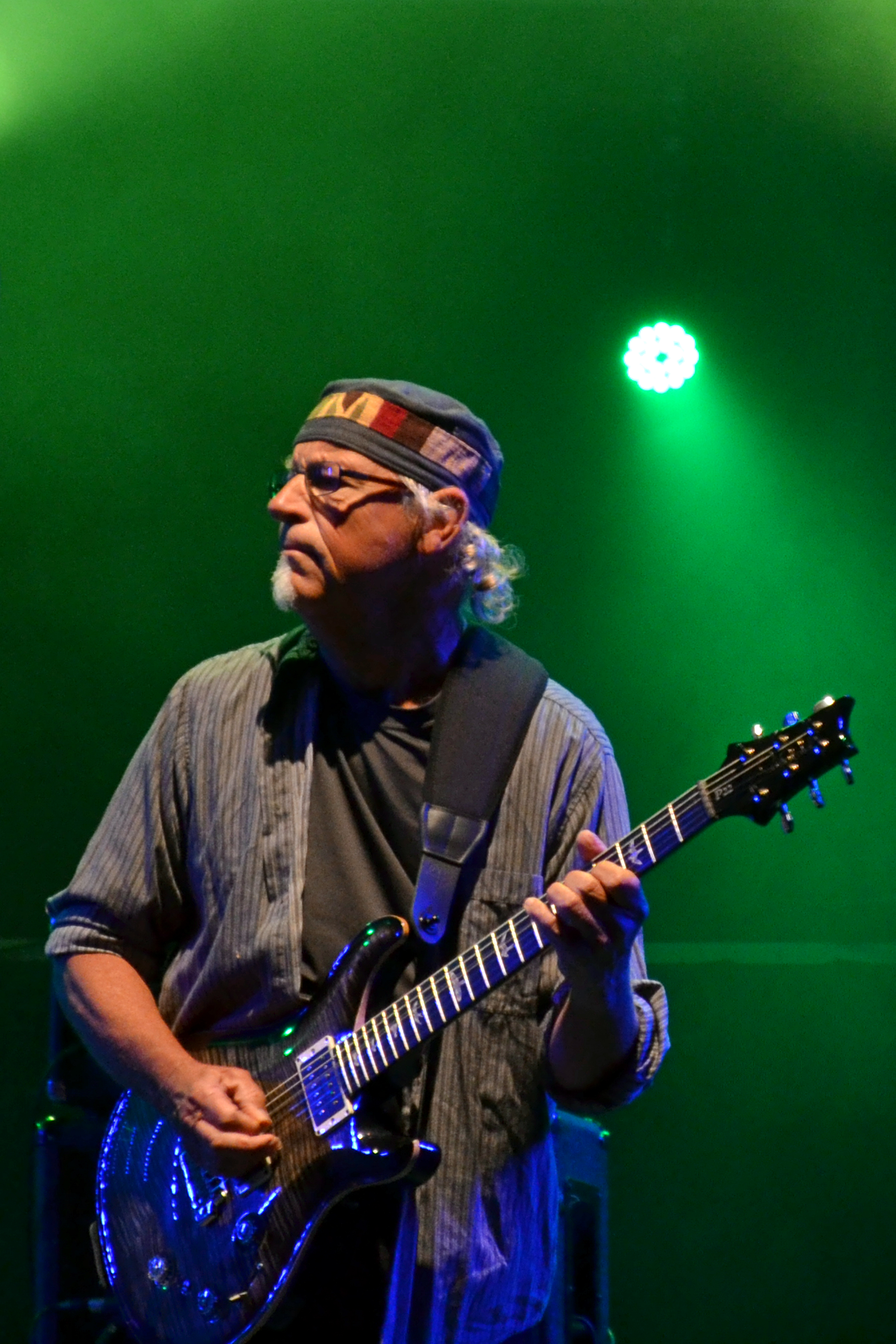
Martin Barre

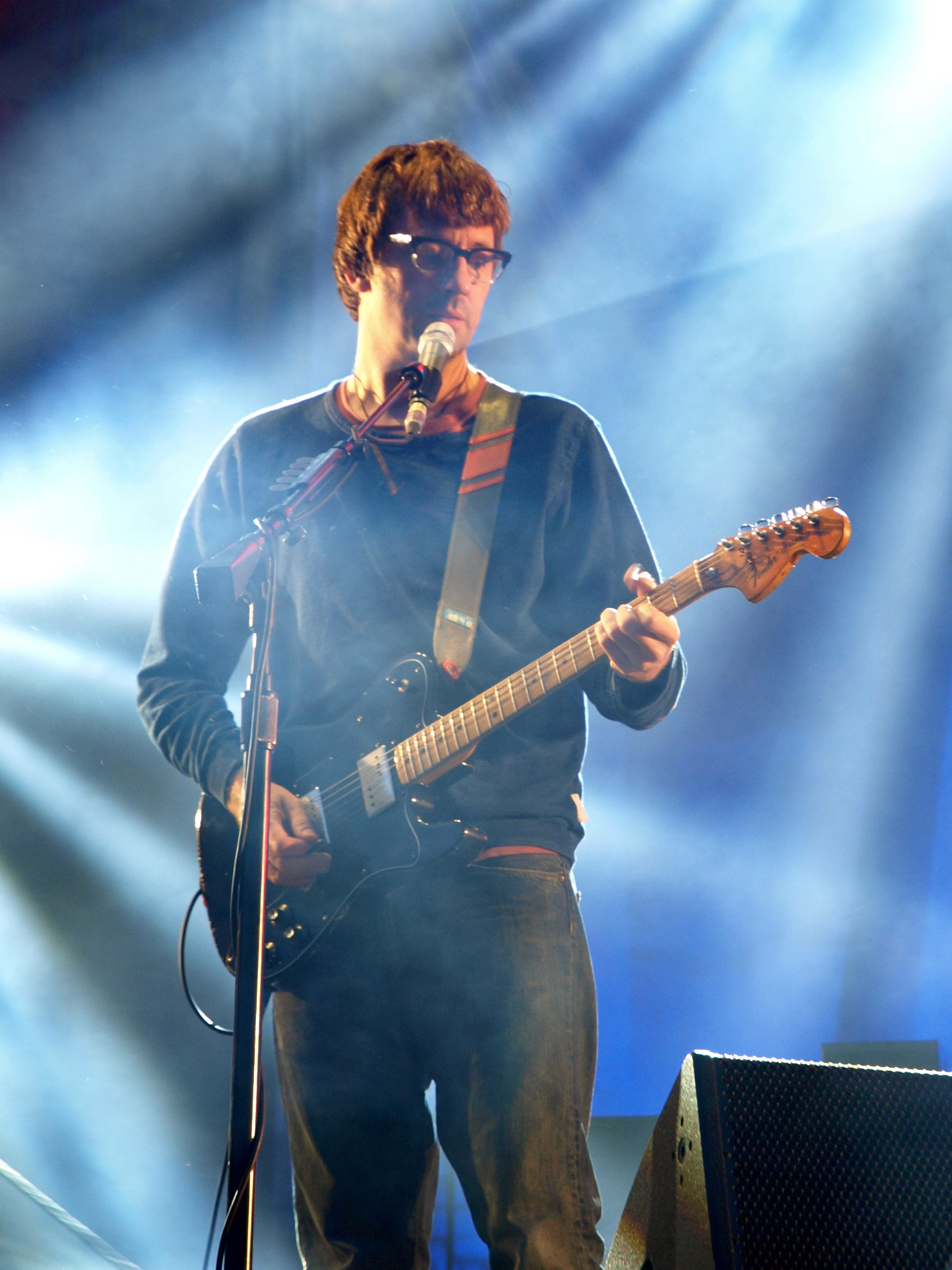
Graham Coxon

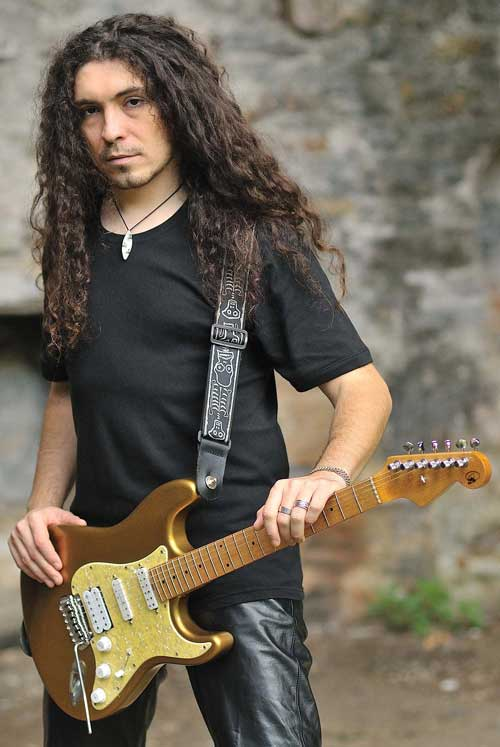
Pier Gonella

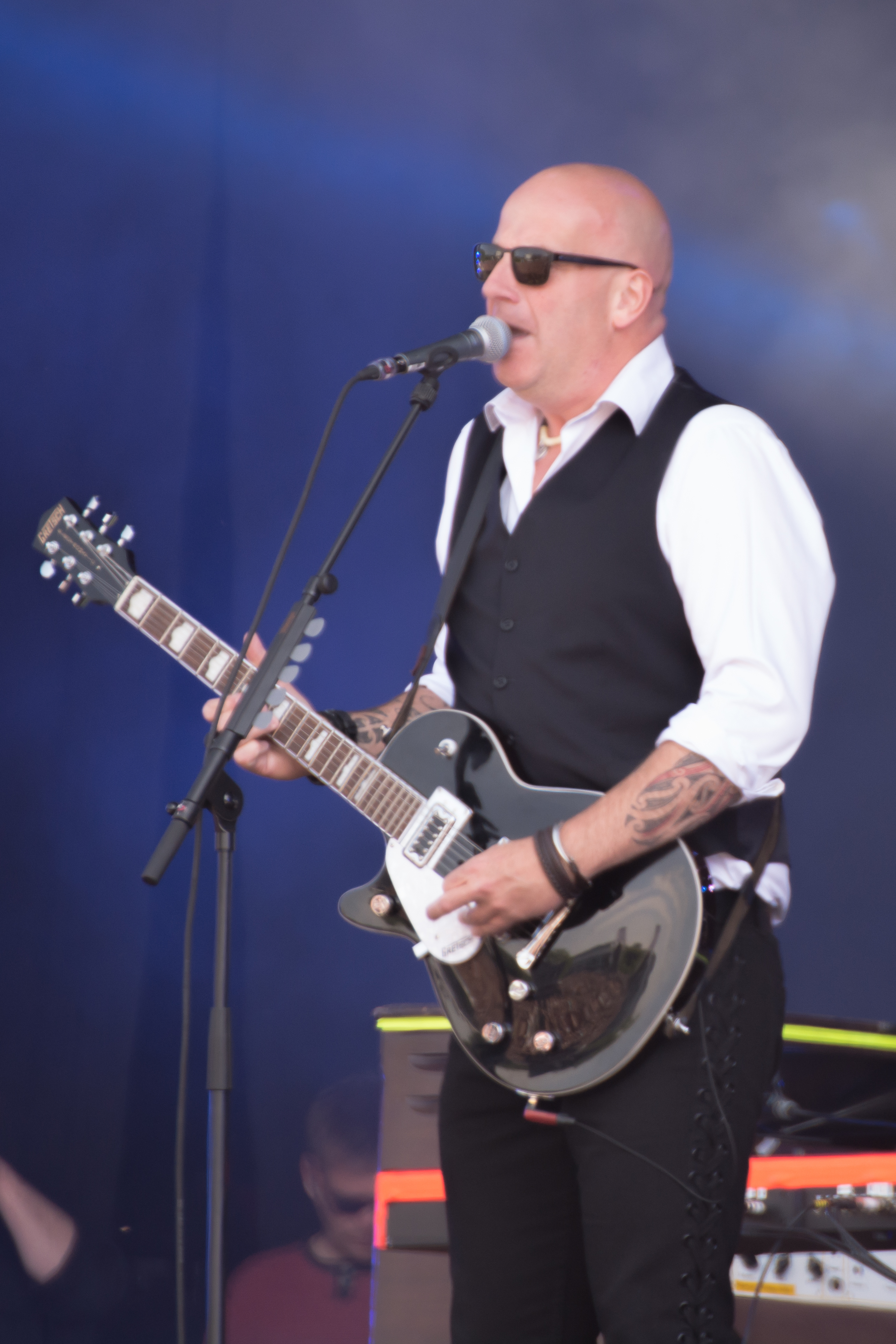
Paskal Jakobsen

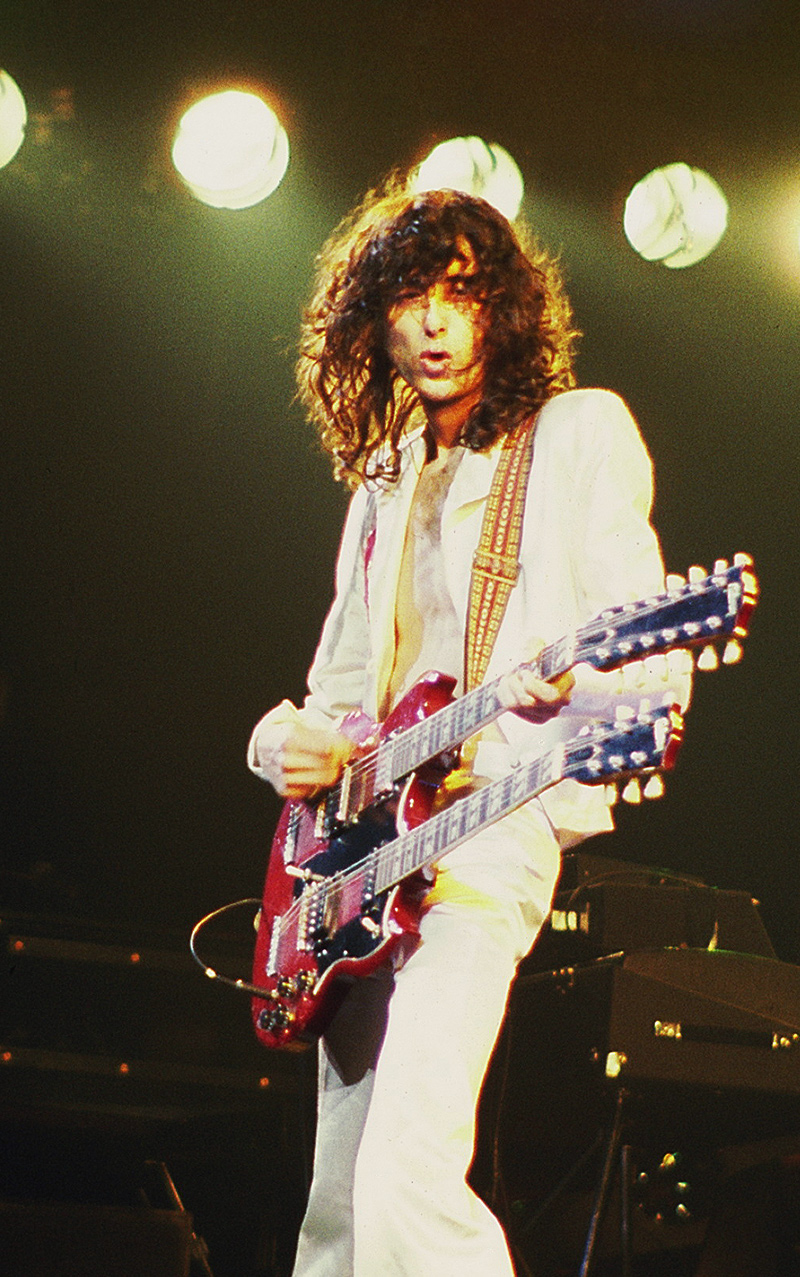
Jimmy Page

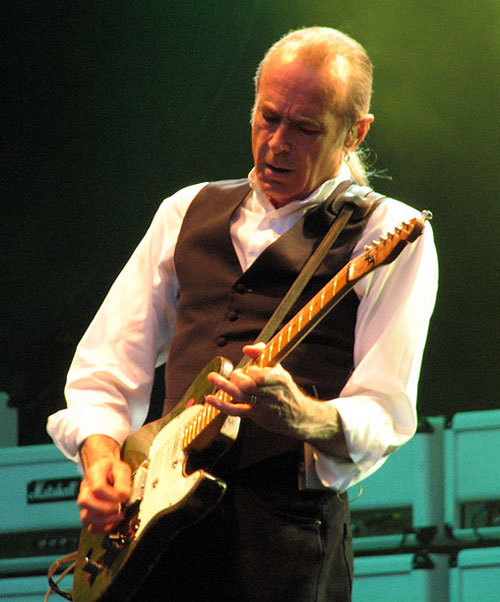
Francis Rossi

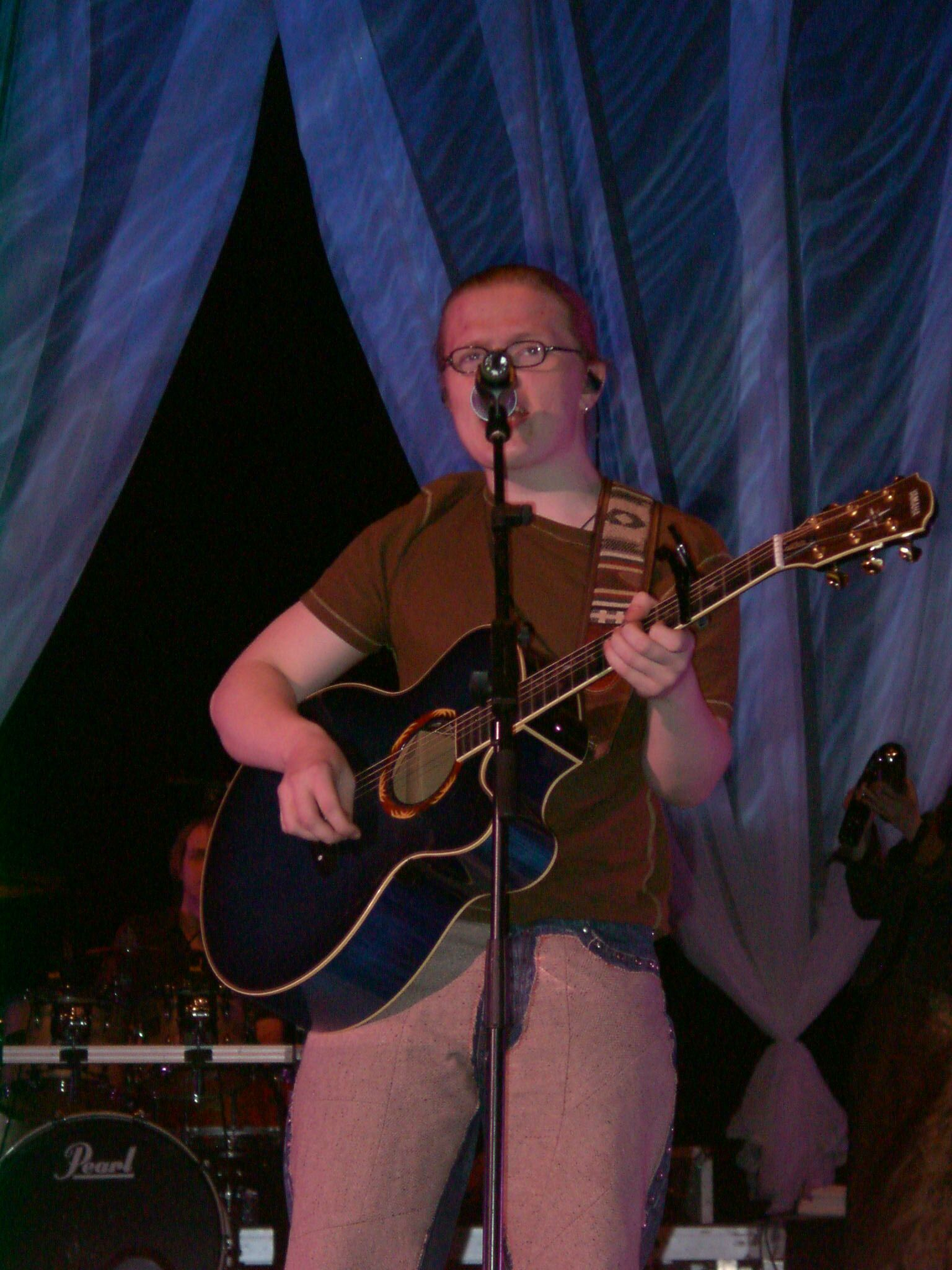
Angelo Kelly

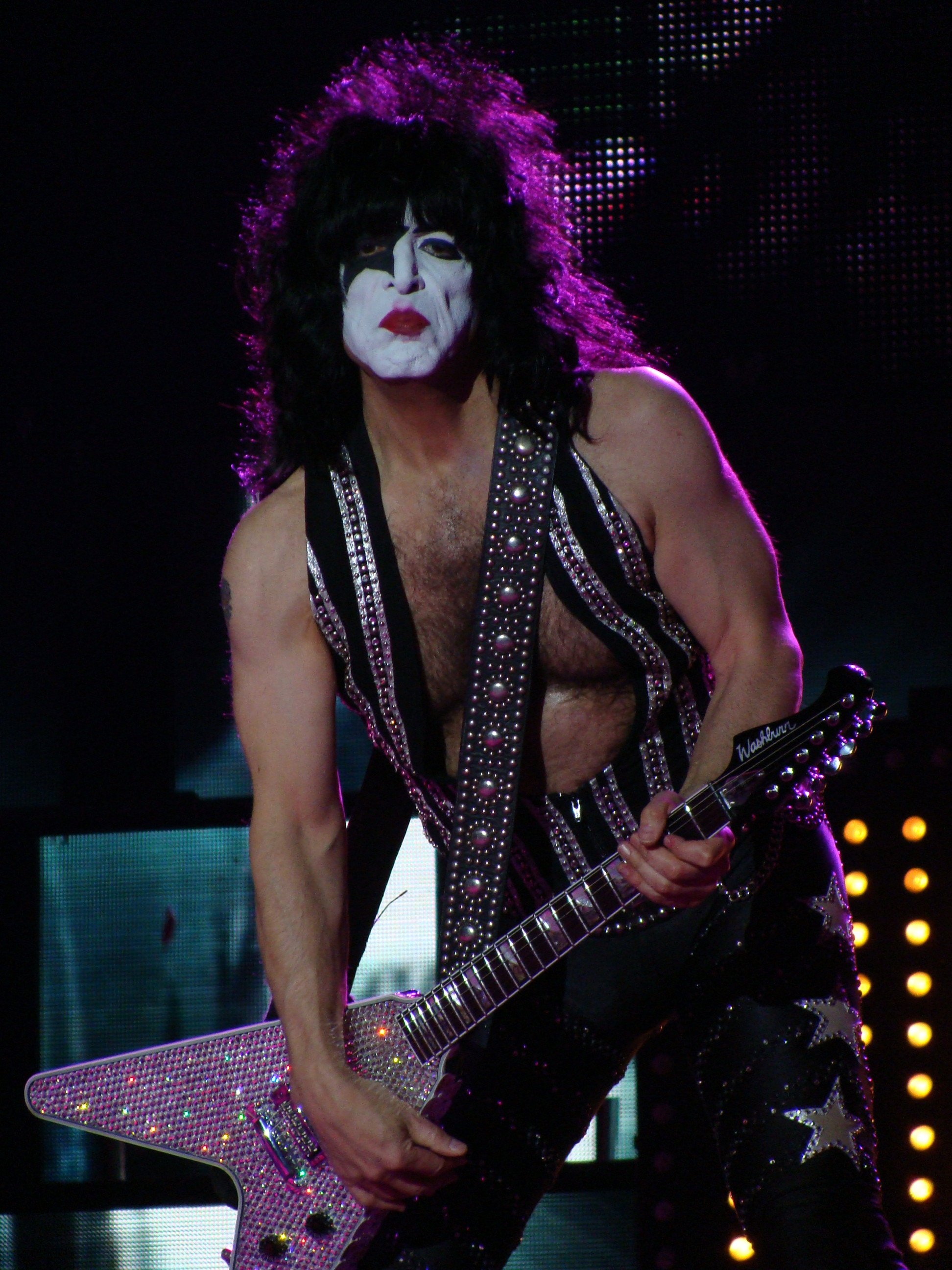
Paul Stanley

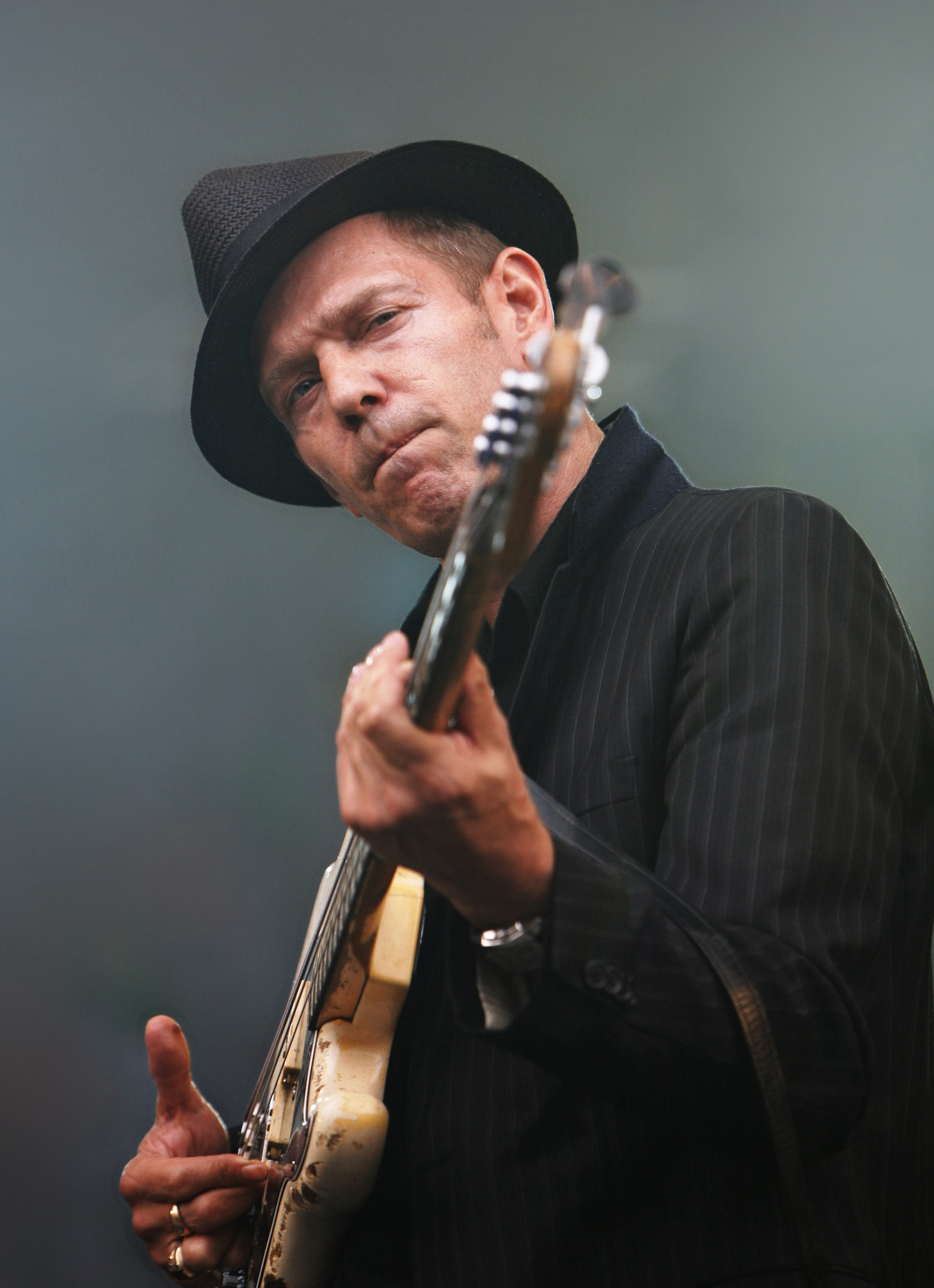
Paul Simonon

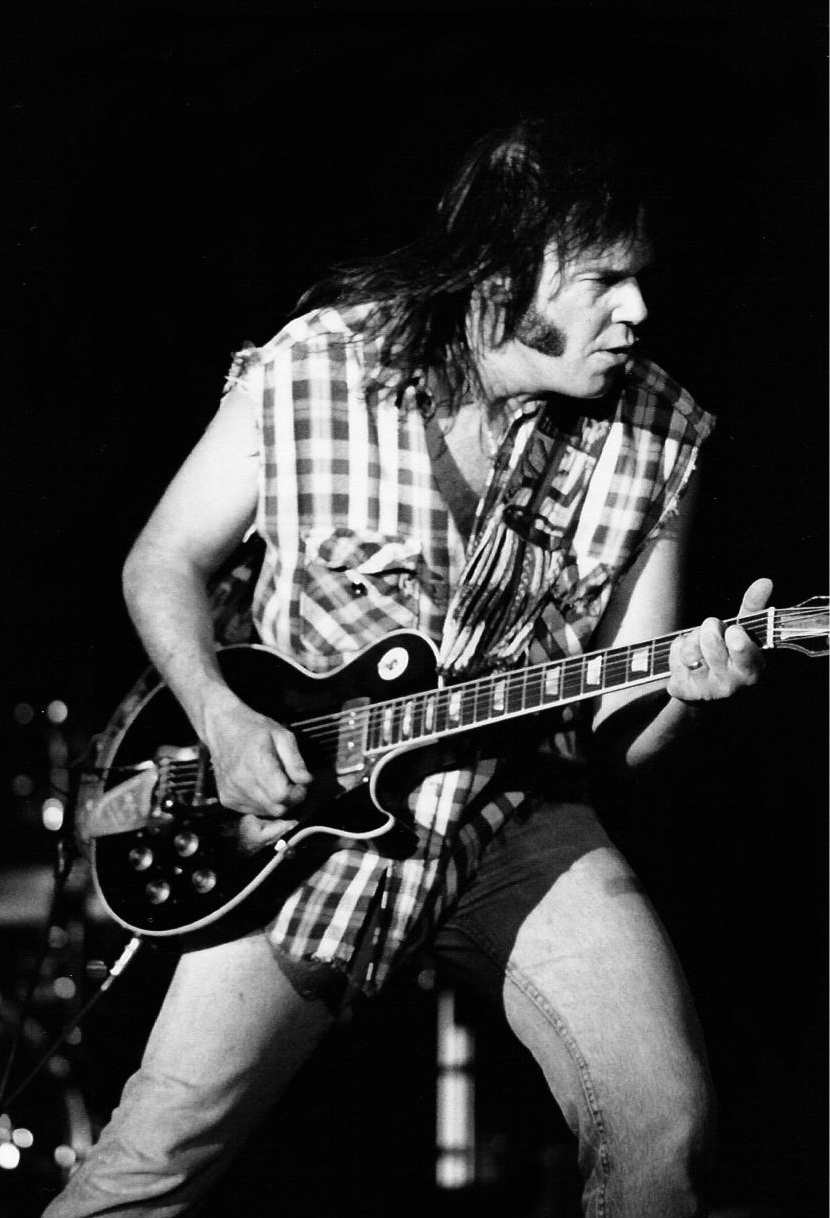
Neil Young

| Artiest                  | * / † jaar | Band(s)                                                  | Land |
| ------------------------ | ---------- | -------------------------------------------------------- | ---- |
| Guy Berryman             | 1978-      | Coldplay                                                 | GBR  |
| Henkka T. Blacksmith     | 1980-      | Children of Bodom                                        | FIN  |
| Jack Bruce               | 1943-2014  | Cream                                                    | GBR  |
| Cliff Burton             | 1962-1986  | Metallica                                                | USA  |
| Freddie Cavalli          | 1955-2008  | Herman Brood and His Wild Romance                        | NED  |
| Johnny Christ            | 1984-      | Avenged Sevenfold                                        | USA  |
| Les Claypool             | 1963-      | Primus                                                   | USA  |
| Adam Clayton             | 1960-      | U2                                                       | IRL  |
| Rick Danko               | 1943-1999  | The Band                                                 | CAN  |
| John Deacon              | 1951-      | Queen                                                    | GBR  |
| Joey DeMaio              | 1954-      | Manowar                                                  | USA  |
| Mike Dirnt               | 1972-      | Green Day                                                | USA  |
| Gail Ann Dorsey (v)      | 1963-      |                                                          | USA  |
| Nathan East              | 1955-      | Fourplay, Eric Clapton, Joe Satriani, Phil Collins, Toto | USA  |
| John Entwistle           | 1944-2002  | The Who                                                  | GBR  |
| Dave "Phoenix" Farrell   | 1977-      | Linkin Park                                              | USA  |
| Flea                     | 1962-      | Red Hot Chili Peppers                                    | AUS  |
| Rinus Gerritsen          | 1946-      | Golden Earring                                           | NED  |
| Graham Gouldman          | 1946-      | 10cc, Wax                                                | GBR  |
| Steve Harris             | 1956-      | Iron Maiden                                              | GBR  |
| Marco Hietala            | 1966-      | Nightwish, Tarot, Northern Kings, Delain                 | FIN  |
| Calum Hood               | 1996-      | 5SOS (5 Seconds Of Summer)                               | AUS  |
| Mark Hoppus              | 1972-      | Blink-182, +44                                           | USA  |
| Glenn Hughes             | 1951-      | Deep Purple, Trapeze                                     | GBR  |
| John Illsley             | 1949-      | Dire Straits                                             | GBR  |
| Tony James               | 1953-      | Generation X, Sigue Sigue Sputnik, Sisters of Mercy      | GBR  |
| John Paul Jones          | 1946-      | Led Zeppelin                                             | GBR  |
| Carol Kaye (v)           | 1935-      | Sessiemuzikant van The Wrecking Crew                     | USA  |
| Greg K.                  | 1965-      | The Offspring                                            | USA  |
| Lemmy Kilmister          | 1945-2015  | Hawkwind; Motörhead                                      | GBR  |
| Mark King                | 1958-      | Level 42                                                 | GBR  |
| Greg Lake                | 1947-2016  | King Crimson, Emerson, Lake & Palmer                     | GBR  |
| Ronnie Lane              | 1946-1997  | Small Faces, Faces                                       | GBR  |
| Geddy Lee                | 1953-      | Rush                                                     | CAN  |
| Tony Levin               | 1946-      | King Crimson, Yes, Peter Gabriel                         | USA  |
| Paul McCartney           | 1942-      | The Beatles, Wings                                       | GBR  |
| John McVie               | 1945-      | Fleetwood Mac                                            | GBR  |
| John Myung               | 1967-      | Dream Theater                                            | USA  |
| Samer el Nahhal          | 1975-      | Lordi                                                    | FIN  |
| Jason Newsted            | 1963-      | Metallica                                                | USA  |
| Johan Niemann            | 1977-      | Therion                                                  | SWE  |
| Jaco Pastorius           | 1951-1987  | Weather Report                                           | USA  |
| Mike Porcaro             | 1955-2015  | Toto                                                     | USA  |
| Oliver Riedel            | 1971-      | Rammstein                                                | GER  |
| Mike Rutherford          | 1950-      | Genesis                                                  | GBR  |
| Timothy B. Schmit        | 1947-      | Eagles                                                   | USA  |
| Paul Simonon             | 1955-      | The Clash                                                | GBR  |
| Leland Sklar             | 1947-      | Phil Collins, James Taylor, Toto, The Section            | USA  |
| Peter Slager             | 1969-      | BLØF                                                     | NED  |
| Alec John Such           | 1951-2022  | Bon Jovi                                                 | USA  |
| Sting                    | 1951-      | The Police                                               | GBR  |
| Chris Squire             | 1948-2015  | Yes, Squackett                                           | GBR  |
| Robert Trujillo          | 1964-      | Metallica                                                | USA  |
| Hennie Vrienten          | 1948-      | Doe Maar                                                 | NED  |
| Roger Waters             | 1943-      | Pink Floyd                                               | GBR  |
| T-Bone Wolk              | 1951-2010  | Hall & Oates, SNL Band                                   | USA  |
| Christopher Wolstenholme | 1978-      | Muse                                                     | GBR  |
| Bill Wyman               | 1936-      | The Rolling Stones                                       | GBR  |

### Blues
| Artiest               | * / † jaar | Band(s)                                     | Land |
| --------------------- | ---------- | ------------------------------------------- | ---- |
| Pink Anderson         | 1900–1974  |                                             | USA  |
| Blind Blake           | 1896–1934  |                                             | USA  |
| Roy Buchanan          | 1939–1988  |                                             | USA  |
| J.J. Cale             | 1938–2013  |                                             | USA  |
| Eric Clapton          | 1945–      | Cream, The Yardbirds, Derek and the Dominos | GBR  |
| Albert Collins        | 1932–1993  |                                             | USA  |
| Reverend Gary Davis   | 1896–1972  |                                             | USA  |
| Robben Ford           | 1951–      | Yellowjackets                               | USA  |
| Henrik Freischlader   | 1982–      |                                             | GER  |
| Blind Boy Fuller      | 1907–1941  |                                             | USA  |
| Rory Gallagher        | 1948–1995  | Taste                                       | IRL  |
| Eelco Gelling         | 1946–      | Cuby + Blizzards                            | NED  |
| Buddy Guy             | 1936–      |                                             | USA  |
| John Lee Hooker       | 1917–2001  |                                             | USA  |
| Son House             | 1902–1988  |                                             | USA  |
| Mississippi John Hurt | 1892–1966  |                                             | USA  |
| Blind Lemon Jefferson | 1887–1929  |                                             | USA  |
| Robert Johnson        | 1911–1938  |                                             | USA  |
| Albert King           | 1923–1992  |                                             | USA  |
| B.B. King             | 1925–2015  |                                             | USA  |
| Lead Belly            | 1885–1949  |                                             | USA  |
| Alvin Lee             | 1944–2013  | Ten Years After                             | USA  |
| Mance Lipscomb        | 1895–1976  |                                             | USA  |
| Robert Ross           |            |                                             | USA  |
| Lloyd Spiegel         | 1979–      |                                             | AUS  |
| Taj Mahal             | 1942–      |                                             | USA  |
| Walter Trout          | 1951–      | John Mayall's Bluesbreakers                 | USA  |
| Stevie Ray Vaughan    | 1954–1990  | Double Trouble, Serious Trouble             | USA  |
| T-Bone Walker         | 1910–1975  |                                             | USA  |
| Muddy Waters          | 1915–1983  |                                             | USA  |
| Joe Bonamassa         | 1977–      | Black Country Communion                     | USA  |
| Johnny Winter         | 1944–2014  |                                             | USA  |

### Experimenteel
| Artiest        | * / † jaar | Band(s)           | Land |
| -------------- | ---------- | ----------------- | ---- |
| Derek Bailey   | 1930-2005  |                   | GBR  |
| Buckethead     | 1969-      |                   | USA  |
| Fred Frith     | 1949-      | Henry Cow         | GBR  |
| Thurston Moore | 1958-      | Sonic Youth       | GBR  |
| Mike Oldfield  | 1953-      |                   | GBR  |
| Lee Ranaldo    | 1956-      | Sonic Youth       | GBR  |
| Keith Rowe     | 1940-      | M.I.M.E.O.        | GBR  |
| Jack White     | 1975-      | The White Stripes | USA  |

### Folken akoestisch
| Artiest          | * / † jaar | Band(s)                  | Land |
| ---------------- | ---------- | ------------------------ | ---- |
| Chet Atkins      | 1924-2001  |                          | USA  |
| Ton Masseurs     | 1947-      | The Tumbleweeds          | NED  |
| Ton van Bergeijk | 1954-      |                          | NED  |
| Peter Blanker    | 1939-      |                          | NED  |
| Rory Block (v)   | 1949-      |                          | USA  |
| Ry Cooder        | 1947-      |                          | USA  |
| Bob Dylan        | 1941-      |                          | USA  |
| Phil Emmanuel    |            |                          | AUS  |
| Tommy Emmanuel   | 1955-      |                          | AUS  |
| Dave Evans       | 1953-      |                          | GBR  |
| Roger Field      | 1945-      |                          | GBR  |
| Peter Finger     | 1954-      |                          | GER  |
| Gordon Giltrap   | 1948-      |                          | GBR  |
| Davey Graham     | 1949-2008  |                          | GBR  |
| Stefan Grossman  | 1945-      |                          | USA  |
| Eltjo Haselhoff  | 1962-      |                          | NED  |
| Mike Dawes       | 1989-      |                          | GBR  |
| Michael Hedges   | 1953-1997  |                          | USA  |
| Janis Ian (v)    | 1951-      |                          | USA  |
| John James       | 1949?-2015 |                          | GBR  |
| Bert Jansch      | 1943-      |                          | GBR  |
| Leo Kottke       | 1945-      |                          | USA  |
| Bob Marley       | 1945-1981  | Bob Marley & The Wailers | JAM  |
| John Martyn      | 1948-2009  |                          | IRL  |
| Tony McManus     | 1965-      |                          | GBR  |
| Gert de Meijer   | 1953-2006  |                          | NED  |
| Al Perkins       | 1933-      |                          | USA  |
| Tom Petty        | 1950-2017  |                          | USA  |
| Baden Powell     | 1937-2000  |                          | BRA  |
| John Renbourn    | 1944-2015  |                          | GBR  |
| Harry Sacksioni  | 1950-      |                          | NED  |
| Cat Stevens      | 1948-      |                          | GBR  |
| James Taylor     | 1948-      |                          | USA  |
| David Torn       | 1953-      |                          | USA  |
| Doc Watson       | 1923-2012  |                          | USA  |
| Chip Taylor      | 1940-      |                          | USA  |

### Fusion
| Artiest           | * / † jaar | Band(s)                                                                                       | Land |
| ----------------- | ---------- | --------------------------------------------------------------------------------------------- | ---- |
| Jan Akkerman      | 1946-      | Brainbox, Focus                                                                               | NED  |
| Jeff Beck         | 1944-      | The Yardbirds                                                                                 | GBR  |
| Larry Carlton     | 1948-      |                                                                                               | USA  |
| Larry Coryell     | 1943-2017  | o.a. McLaughlin-DeLucia-Coryell                                                               | USA  |
| Al Di Meola       | 1954-      | Return to Forever                                                                             | USA  |
| Frank Gambale     | 1959-      |                                                                                               | AUS  |
| Richard Hallebeek | 1969-      |                                                                                               | NED  |
| Scott Henderson   | 1954-      |                                                                                               | USA  |
| Allan Holdsworth  | 1946-2017  | Soft Machine, Tony Willams Lifetime, Gong, Jean-Luc Ponty, Bill Bruford, U.K., Chad Wackerman | GBR  |
| Steve Lukather    | 1957-      | Toto                                                                                          | USA  |
| Lee Ritenour      | 1952-      |                                                                                               | USA  |
| Mike Stern        | 1953-      |                                                                                               | USA  |
| Guthrie Govan     | 1971-      | The Aristocrats                                                                               | GBR  |
| Frank Zappa       | 1940-1993  | The Mothers of Invention                                                                      | USA  |

### Jazz
| Artiest               | * / † jaar | Band(s) | Land |
| --------------------- | ---------- | ------- | ---- |
| George Benson         | 1943-      |         | USA  |
| Philip Catherine      | 1942-      |         | BEL  |
| Charlie Christian     | 1916-1942  |         | USA  |
| Marco Comandè         | 1956-      |         | ITA  |
| Bill Frisell          | 1951-      |         | USA  |
| Anton Goudsmit        | 1967-      |         | NED  |
| Jim Hall              | 1930-2013  |         | USA  |
| Pat Martino           | 1944-      |         | USA  |
| John McLaughlin       | 1942-      |         | GBR  |
| Pat Metheny           | 1954-      |         | USA  |
| Wes Montgomery        | 1925-1968  |         | USA  |
| Jan Wouter Oostenrijk | 1965-      |         | NED  |
| Joe Pass              | 1929-1994  |         | USA  |
| Kelly Joe Phelps      | 1959-      |         | USA  |
| Jesse van Ruller      | 1972-      |         | NED  |
| John Scofield         | 1951-      |         | USA  |

#### Zigeunerjazz
| Artiest            | * / † jaar | Band(s)                   | Land |
| ------------------ | ---------- | ------------------------- | ---- |
| Popy Basily        |            | Basily Gipsy Band         | NED  |
| Django Reinhardt   | 1910-1953  |                           | BEL  |
| Jimmy Rosenberg    | 1980-      |                           | NED  |
| Stochelo Rosenberg | 1968-      | Rosenberg Trio            | NED  |
| Joscho Stephan     | 1979-      |                           | GER  |
| Paulus Schäfer     | 1978-      | Paulus Schäfer Gipsy Band | NED  |

### Klassiek
| Artiest                 | * / † jaar  | Band(s)                            | Land |
| ----------------------- | ----------- | ---------------------------------- | ---- |
| Lily Afshar (v)         |             |                                    | IRI  |
| Adriana Balboa (v)      | 1966-       |                                    | URU  |
| Johanna Beisteiner (v)  | 1976-       |                                    | AUT  |
| Rémí Boucher            | 1964-       |                                    | CAN  |
| Julian Bream            | 1933-       |                                    | GBR  |
| Wim Brioen              | 1954-       |                                    | BEL  |
| Leo Brouwer             | 1939-       | componist                          | CUB  |
| Matteo Carcassi         | 1792-1853   | componist                          | ITA  |
| Fernando R. Cordas jr.  | 1975-       |                                    | NED  |
| Jan Depreter            | 1975-       |                                    | BEL  |
| Roland Dyens            | 1955-       |                                    | FRA  |
| Margarita Escarpa       | ±1965       |                                    | ESP  |
| Dimitris Fampas         | 1921-1996   |                                    | GRE  |
| Eva Fampas (v)          | 1964-       |                                    | GRE  |
| Jan Goudswaard          | 1932-2017   | gitarist                           | NED  |
| Tilman Hoppstock        | 1961-       |                                    | GER  |
| Sharon Isbin (v)        | 1956-       |                                    | USA  |
| Miloš Karadaglić        | 1983-       |                                    | MNE  |
| Katona Twins            | 1968-       | (tweeling: Peter en Zoltán Katona) | HUN  |
| Per-Olov Kindgren       | 1956-       |                                    | SWE  |
| Nikita Koshkin          | 1956-       |                                    | RUS  |
| Eleftheria Kotzia       |             |                                    | GRE  |
| Alexandre Lagoya        | 1929-1999   |                                    | FRA  |
| Rolf Lislevand          | 1961-       | barokgitaar, luit, mandoline e.d.  | NOR  |
| Miguel Llobet           | 1878-1938   |                                    | ESP  |
| Celso Machado           | 1953-       |                                    | BRA  |
| Agustin Barrios Mangoré | 1885-1944   | vooral componist                   | PAR  |
| Carlo Marchione         | 1964-       |                                    | ITA  |
| Luis Manuel Molina      | 1959-       |                                    | CUB  |
| Thomas Müller-Pering    | 1958-       |                                    | GER  |
| Santiago de Murcia      | ±1682-±1732 | componist                          | ESP  |
| Krzysztof Nieborak      |             |                                    | POL  |
| Kaare Norge             | 1963        | gitarist en arrangeur              | DEN  |
| Štěpán Rak              | 1945-       |                                    | CZE  |
| Pepe Romero             | 1944-       |                                    | ESP  |
| Andrés Segovia          | 1893-1987   | arrangeur                          | ESP  |
| Raphaëlla Smits         | 1957-       |                                    | BEL  |
| Pieter van der Staak    | 1930-2007   |                                    | NED  |
| Esther Steenbergen (v)  |             |                                    | NED  |
| Pavel Steidl            | 1961-       |                                    | CZE  |
| Francisco Tárrega       | 1852-1909   | vooral componist                   | ESP  |
| Franky Viaene           |             |                                    | BEL  |
| Andy Waeyaert           |             |                                    | BEL  |
| John Williams           | 1941-       |                                    | AUS  |
| Dang Ngoc Long          | 1957-       | componist                          | VIE  |
| Xuefei Yang             | 1977-       |                                    | CHN  |
| Narciso Yepes           | 1927-1997   | arrangeur                          | ESP  |

### Metal
| Artiest                | * / † jaar | Band(s)                                                                | Land |
| ---------------------- | ---------- | ---------------------------------------------------------------------- | ---- |
| Trey Azagthoth         | 1965-      | Morbid Angel                                                           | USA  |
| Jennifer Batten (v)    | 1957-      | Jeff Beck Group, Michael Jackson                                       | USA  |
| Jan Bechtum            | 1958-      | Picture                                                                | NED  |
| Ritchie Blackmore      | 1945-      | Deep Purple; Rainbow; Blackmore's Night                                | GBR  |
| Tommy Bolin            | 1951-1976  | Deep Purple; Zephyr                                                    | USA  |
| Michael Burston        | 1949-2011  | Motörhead                                                              | GBR  |
| Eddie Clarke           | 1950-2018  | Motörhead; Fastway                                                     | GBR  |
| Cui Jian               | 1961-      | ADO                                                                    | CHN  |
| Dimebag Darrell        | 1966-2004  | Pantera, Damageplan                                                    | USA  |
| K.K. Downing           | 1951-      | Judas Priest                                                           | GBR  |
| Ace Frehley            | 1951-      | Kiss                                                                   | USA  |
| Marty Friedman         | 1962-      | Megadeth                                                               | USA  |
| Synyster Gates         | 1981-      | Avenged Sevenfold                                                      | USA  |
| Janick Gers            | 1957-      | Iron Maiden                                                            | GBR  |
| Paul Gilbert           | 1966-      | Mr. Big, Racer X                                                       | USA  |
| Pier Gonella           | 1977-      | Mastercastle, Necrodeath                                               | ITA  |
| Kirk Hammett           | 1962-      | Metallica                                                              | USA  |
| James Hetfield         | 1963-      | Metallica                                                              | USA  |
| Tom Holliston          | 1960-      | NoMeansNo                                                              | CAN  |
| Jerry Horton           | 1975-      | Papa Roach                                                             | USA  |
| Scott Ian              | 1963-      | Anthrax                                                                | USA  |
| Tony Iommi             | 1948-      | Black Sabbath                                                          | GBR  |
| Christofer Johnsson    | 1972-      | Therion                                                                | SWE  |
| Ruud Jolie             | 1976-      | Within Temptation                                                      | NED  |
| Joey Jordison          | 1975-2021  | Wednesday 13                                                           | USA  |
| Kerry King             | 1964-      | Slayer                                                                 | USA  |
| Richard Z. Kruspe      | 1967-      | Rammstein, Emigrate                                                    | GER  |
| Alexi Laiho            | 1979-      | Children of Bodom                                                      | FIN  |
| Paul Landers           | 1964-      | Rammstein                                                              | GER  |
| Roope Latvala          | 1970-      | Children of Bodom                                                      | FIN  |
| Herman Li              | 1976-      | DragonForce                                                            | CHN  |
| Jani Liimatainen       | 1980-      | Sonata Arctica                                                         | FIN  |
| Karl Logan             | 1965-      | Manowar                                                                | USA  |
| Arjen Anthony Lucassen | 1960-      | Ayreon, Vengeance, Stream of Passion                                   | NED  |
| Daron Malakian         | 1975-      | System of a Down                                                       | USA  |
| Yngwie Malmsteen       | 1963       | Rising Force                                                           | SWE  |
| Jim Martin             | 1961-      | Faith No More                                                          | USA  |
| Deron Miller           | 1976-      | CKY                                                                    | USA  |
| Tom Morello            | 1964-      | Rage Against the Machine, Audioslave                                   | USA  |
| Dave Murray            | 1956-      | Iron Maiden                                                            | GBR  |
| Dave Meniketti         | 1956-      | Y&T                                                                    | USA  |
| Dave Mustaine          | 1961-      | Megadeth                                                               | USA  |
| Kristian Niemann       | 1971-      | Therion                                                                | SWE  |
| Michael "Padge" Padget | 1979-      | Bullet for My Valentine                                                | GBR  |
| Eric Peterson          | 1964-      | Testament                                                              | USA  |
| Paul Quinn             | 1951-      | Saxon                                                                  | GBR  |
| Doug Scarratt          | 1959-      | Saxon                                                                  | GBR  |
| Jon Schaffer           | 1968-      | Iced Earth                                                             | USA  |
| David Shankle          | 1976-      | Manowar                                                                | USA  |
| Michael Schenker       | 1955-      | Scorpions, UFO                                                         | GER  |
| Chuck Schuldiner       | 1967-2001  | Death, Control Denied                                                  | USA  |
| Alex Skolnick          | 1968-      | Testament, Alex Skolnick Trio                                          | USA  |
| Adrian Smith           | 1957-      | Iron Maiden                                                            | GBR  |
| Timo Somers            | 1991-      | Delain, Vengeance                                                      | NED  |
| Dan Spitz              | 1963-      | Anthrax                                                                | USA  |
| Paul Stanley           | 1952-      | Kiss                                                                   | USA  |
| Nita Strauss           | 1986-      | Alice Cooper                                                           | USA  |
| Jussi Sydänmaa         | 1996-      | Lordi                                                                  | FIN  |
| Syu                    | 2001-      | Galneryus                                                              | JPN  |
| Bumblefoot (Ron Thal)  | 1969-      | Sons of Apollo, Guns N' Roses, Art of Anarchy, Whom Gods Destroy, Asia | USA  |
| Glenn Tipton           | 1947-      | Judas Priest                                                           | GBR  |
| Mick Thompson          | 1973-      | Slipknot                                                               | USA  |
| Sam Totman             | 1980-      | DragonForce                                                            | GBR  |
| Matthew "Matt" Tuck    | 1980-      | Bullet for My Valentine                                                | GBR  |
| Zacky Vengeance        | 1981-      | Avenged Sevenfold                                                      | USA  |
| Emppu Vuorinen         | 1978-      | Nightwish                                                              | FIN  |
| Ron Wasserman          | 1971-      | Fisher                                                                 | USA  |
| Robert Westerholt      | 1975-      | Within Temptation                                                      | NED  |
| Zakk Wylde             | 1967-      | Ozzy Osbourne, Black Label Society                                     | USA  |
| Angus Young            | 1955-      | AC/DC                                                                  | AUS  |
| Malcolm Young          | 1953-2017  | AC/DC                                                                  | AUS  |
| Thomas Youngblood      | 1974-      | Kamelot                                                                | USA  |

### Pop,rock
| Artiest                     | * / † jaar                     | Band(s)                                                | Land |
| --------------------------- | ------------------------------ | ------------------------------------------------------ | ---- |
| Daevid Allen                | 1938-                          | Soft Machine; Gong                                     | AUS  |
| Duane Allman                | 1946-1971                      | The Allman Brothers Band; The Hourglass                | USA  |
| Trey Anastasio              | 1964-                          |                                                        | USA  |
| Billie Joe Armstrong        | 1972-                          | Green Day                                              | USA  |
| Kevin Ayers                 | 1944-2013                      | Soft Machine                                           | GBR  |
| Dave Baksh                  | 1980-                          | Sum 41                                                 | CAN  |
| Peter Banks                 | 1947-2013                      | Yes, Flash                                             | GBR  |
| Martin Barre                | 1946-                          | Jethro Tull                                            | GBR  |
| Syd Barrett                 | 1946-2006                      | Pink Floyd                                             | GBR  |
| Bill Bartlett               | 1946-                          | The Lemon Pipers                                       | USA  |
| Michael Angelo Batio        | 1956-                          | Nitro                                                  | USA  |
| Walter Becker               | 1950-2017                      | Steely Dan                                             | USA  |
| Adrian Belew                | 1949-                          | Frank Zappa; King Crimson, Talking Heads David Bowie   | USA  |
| Matthew Bellamy             | 1978-                          | Muse                                                   | GBR  |
| Chester Bennington          | 1976-2017                      | Linkin Park                                            | USA  |
| Ad van den Berg             | 1954-                          | Vandenberg, Whitesnake, Vandenberg's Moonkings, Teaser | NED  |
| Chuck Berry                 | 1926-2017                      |                                                        | USA  |
| Nuno Bettencourt            | 1966-                          | Extreme, Population 1                                  | POR  |
| Jon Buckland                | 1977-                          | Coldplay                                               | GBR  |
| Jeff Buckley                | 1966-1997                      |                                                        | USA  |
| Koen Buyse                  | 1977-                          | Zornik                                                 | BEL  |
| Randy California            | 1951-1997                      |                                                        | USA  |
| Michael Clifford            | 2011 - heden                   | 5SOS                                                   | AUS  |
| Kurt Cobain                 | 1967-1994                      | Nirvana                                                | USA  |
| Nathan Connolly             | 1981-                          | Snow Patrol                                            | GBR  |
| Billy Corgan                | 1967-                          | The Smashing Pumpkins; Zwan                            | USA  |
| Graham Coxon                | 1969-                          | Blur                                                   | GBR  |
| Cui Jian                    | 1961-                          | ADO                                                    | CHN  |
| Dennis Danell               | 1961-2000                      | Social Distortion                                      | USA  |
| Tom DeLonge                 | 1975-                          | Blink-182 ; Angels & Airwaves; Box Car Racer           | USA  |
| Brad Delson                 | 1977-                          | Linkin Park                                            | USA  |
| Ani DiFranco                | 1970-                          |                                                        | USA  |
| Nate Farley                 |                                | The Breeders; Guided by Voices                         | USA  |
| Don Felder                  | 1947-                          | Eagles                                                 | USA  |
| Glenn Frey                  | 1948-2016                      | Eagles                                                 | USA  |
| Robert Fripp                | 1946-                          | King Crimson; Giles, Giles & Fripp                     | GBR  |
| John Frusciante             | 1970-                          | Red Hot Chili Peppers                                  | USA  |
| Noel Gallagher              | 1967-                          | Oasis                                                  | GBR  |
| Jerry Garcia                | 1942-1995                      | Grateful Dead                                          | USA  |
| Lowell George               | 1945-1979                      | Little Feat                                            | USA  |
| Doug Gillard                | 1965-                          | Guided by Voices                                       | USA  |
| David Gilmour               | 1946-                          | Pink Floyd                                             | GBR  |
| Pier Gonella                | 1977-                          | Mastercastle, Necrodeath                               | ITA  |
| Manuel Göttsching           | 1952-                          |                                                        | GER  |
| Jonny Greenwood             | 1971-                          | Radiohead                                              | GBR  |
| Carmen Grillo               |                                | Tower of Power                                         | USA  |
| Steve Hackett               | 1950-                          | Genesis                                                | GBR  |
| George Harrison             | 1943-2001                      | The Beatles ; Traveling Wilburys                       | GBR  |
| Warren Haynes               | 1960-                          | Gov't Mule en Allman Brothers Band                     | USA  |
| Luke Hemmings               | 2011 - heden                   | 5SOS                                                   | AUS  |
| Jimi Hendrix                | 1942-1970                      | The Jimi Hendrix Experience, Band of Gypsys            | USA  |
| Klaus Heuser                | 1957-                          | BAP                                                    | GER  |
| Steve Hillage               | 1951-                          |                                                        | GBR  |
| Buddy Holly                 | 1936-1959                      | The Crickets                                           | USA  |
| Dexter Holland              | 1965-                          | The Offspring                                          | USA  |
| Joshua Homme                | 1973-                          | Queens of the Stone Age, Kyuss                         | USA  |
| James Honeyman-Scott        | 1956-1982                      | The Pretenders                                         | USA  |
| Steve Howe                  | 1947-                          | Yes, Asia                                              | GBR  |
| Chrissie Hynde (v)          | 1951-                          | The Pretenders                                         | USA  |
| James Iha                   | 1968-                          |                                                        | USA  |
| Paskal Jakobsen             | 1974-                          | BLØF                                                   | NED  |
| Jacques Joosten             | 1971-                          |                                                        | NED  |
| Michael Karoli              | 1948-2001                      | Can                                                    | GER  |
| Phil Keaggy                 | 1951-                          |                                                        | USA  |
| Angelo Kelly                | 1981-                          | The Kelly Family                                       | USA  |
| Mark Knopfler               | 1949-                          | Dire Straits; The Notting Hillbillies                  | GBR  |
| George Kooymans             | 1948-2025                      | Golden Earring                                         | NED  |
| Wayne Kramer                | 1948-2024                      | MC5                                                    | USA  |
| Dany Lademacher             | 1950-2025                      | Herman Brood; The Radios                               | NED  |
| Larry LaLonde               | 1968-                          | Primus                                                 | USA  |
| John Lennon                 | 1940-1980                      | The Beatles; Plastic Ono Band                          | GBR  |
| Alex Lifeson                | 1953-                          | Rush                                                   | CAN  |
| Gary Lightbody              | 1976-                          | Snow Patrol                                            | GBR  |
| Erwin van Ligten            | 1957-                          | Dizzy Man's Band; Groove Express; Barry Hay; Page      | NED  |
| David Lindley               | 1944-                          | Kaledoscope, El Rayo X                                 | GBR  |
| Benji Madden                | 1979-                          | Good Charlotte                                         | USA  |
| Yngwie Malmsteen            | 1963-                          | Rising Force                                           | SWE  |
| Johnny Marr                 | 1965-                          | The Smiths                                             | GBR  |
| Bernie Marsden              | 1951-2023-                     | Paice, Ashton & Lord; Whitesnake                       | GBR  |
| Billy Martin                | 1981-                          | Good Charlotte                                         | USA  |
| Hank B. Marvin              | 1941-                          | The Shadows                                            | GBR  |
| Tak Matsumoto               | 1961-                          | B'z                                                    | JPN  |
| Brian May                   | 1947-                          | Queen                                                  | GBR  |
| John Mayer                  | 1977-                          |                                                        | USA  |
| Dominic Miller              | 1960-                          | Sting                                                  | GBR  |
| Brian Molko                 | 1972-                          | Placebo                                                | GBR  |
| Gary Moore                  | 1952-2011                      | Thin Lizzy                                             | GBR  |
| James Morrison              | 1984-                          |                                                        | GBR  |
| Steve Morse                 | 1954-                          | Deep Purple                                            | USA  |
| Dave Navarro                | 1967-                          |                                                        | USA  |
| Mike Ness                   | 1962-                          | Social Distortion                                      | USA  |
| Noodles (gitarist) Noodles  | 1963-                          | The Offspring                                          | USA  |
| John Norum                  | 1965-                          | Europe                                                 | SWE  |
| Brad Nowell                 | 1968-1996                      | Sublime                                                | USA  |
| Stefan Olsdal               | 1974-                          | Placebo                                                | SWE  |
| Jimmy Page                  | 1944-                          | The Yardbirds; Led Zeppelin                            | GBR  |
| Rick Parfitt                | 1948-2016                      | Status Quo                                             | GBR  |
| Les Paul                    | 1915-2009                      |                                                        | USA  |
| John Petrucci               | 1967-                          | Dream Theater                                          | USA  |
| Thierry Plas                | 1959-                          | Machiavel                                              | BEL  |
| Prince                      | 1958-2016                      |                                                        | USA  |
| Robert Quine                | 1942-2004                      |                                                        | USA  |
| Jerimiah Rangel             | 1977-                          | MEST                                                   | USA  |
| Chris Rea                   | 1951-                          |                                                        | GBR  |
| Randy Rhoads                | 1956-1982                      |                                                        | USA  |
| Keith Richards              | 1943-                          | The Rolling Stones                                     | GBR  |
| Robbie Robertson            | 1943-2023                      | The Band                                               | CAN  |
| Mick Ronson                 | 1946-1993                      |                                                        | GBR  |
| Francis Rossi               | 1949-                          | Status Quo                                             | GBR  |
| Michael Rother              | 1950-                          | Neu!; Harmonia                                         | GER  |
| Mike Rutherford             | 1950-                          | Genesis; Mike and the Mechanics                        | GBR  |
| Richie Sambora              | 1959-                          | Bon Jovi                                               | USA  |
| Carlos Santana              | 1947-                          | Santana                                                | MEX  |
| Joe Satriani                | 1956-                          | Chickenfoot                                            | USA  |
| Neal Schon                  | 1954-                          | Journey, Santana                                       | USA  |
| Brian Setzer                | 1959-                          | Stray Cats                                             | USA  |
| Mike Shinoda                | 1977-                          | Linkin Park                                            | USA  |
| René Shuman                 | 1967-                          |                                                        | NED  |
| Slash (artiest) Slash 1965- | Guns N' Roses, Velvet Revolver | USA                                                    |      |
| Chris Slusarenko            | 1966/1967                      | Guided by Voices                                       | USA  |
| Paul Smeenk                 | 1952-                          | Sweet d'Buster                                         | NED  |
| G.E. Smith                  | 1952-                          | Hall & Oates, SNL Band, Bob Dylan                      | USA  |
| Tom Smith                   | 1981-                          | Editors                                                | GBR  |
| Bruce Springsteen           | 1949-                          | E Street Band                                          | USA  |
| Steve Stevens               | 1959-                          | Billy Idol                                             | USA  |
| Andy Summers                | 1942-                          | The Police                                             | GBR  |
| Ishihara Takamasa           | 1981-                          |                                                        | JPN  |
| Mick Taylor                 | 1949-                          | John Mayall's Bluesbreakers; The Rolling Stones        | GBR  |
| The Edge (David Evans)      | 1961-                          | U2                                                     | IRL  |
| Tom Thacker                 | 1974-                          | Sum 41; Gob                                            | CAN  |
| Joshua Third                | 1984-                          | The Horrors                                            | GBR  |
| Richard Thompson            | 1949-                          |                                                        | GBR  |
| Andy Tielman                | 1936-2011                      | Tielman Brothers                                       | NED  |
| Pete Townshend              | 1945-                          | The Who                                                | GBR  |
| Roger Trigaux               | 1951-2021                      | Univers Zero; Present                                  | BEL  |
| Steve Vai                   | 1960-                          | Frank Zappa; David Lee Roth; Whitesnake                | USA  |
| Adrian van den Berg         | 1954-                          | Vandenberg; Whitesnake                                 | NED  |
| Eddie Van Halen             | 1955-2020                      | Van Halen                                              | NED  |
| Vinnie Vincent              | 1952-                          | Kiss                                                   | USA  |
| Joe Walsh                   | 1947-                          | Eagles                                                 | USA  |
| Deryck Whibley              | 1980-                          | Sum 41                                                 | CAN  |
| Clarence White              | 1944-1973                      | The Kentucky Colonels; The Byrds                       | USA  |
| Danny Whitten               | 1943-                          | Crazy Horse                                            | USA  |
| Ron Wood                    | 1947-                          | The Rolling Stones                                     | GBR  |
| Link Wray                   | 1929-2005                      |                                                        | USA  |
| Thom Yorke                  | 1968-                          | Radiohead                                              | GBR  |
| Neil Young                  | 1945-                          | Buffalo Springfield; Crosby, Stills, Nash & Young      | CAN  |
| Yui (v)                     | 1987-                          |                                                        | JPN  |